# Stammliste des Hauses Isenburg

Wappen von Nieder-Isenburg

Wappen von Ober-Isenburg

Die Stammliste des Hauses Isenburg enthält die Mitglieder der Familie von Isenburg, eine Familie, die seit 1100 ihren Stammsitz auf der Burg Isenburg im Westerwald hatte und durch die Erbschaft der Herrschaft Büdingen in der Wetterau Fuß fassen konnte. Einige Nebenlinien des Adelsgeschlechts in Büdingen (Ober-Isenburg) bestehen bis heute. Die Linien in Nieder-Isenburg regierten außerdem von 1243 bis 1329 als Herren von Braunsberg die Hälfte der Grafschaft Wied, ab 1340 bis 1462 regierten diese als Grafen von Wied, 1232 bis 1414 die Herrschaft Limburg und die Herrschaften Kempenich und Kobern. Mit dem Tod von Ernst von Isenburg-Grenzau im Jahr 1664, Sohn von Salentin VII. von Isenburg, erlosch die letzte Nieder-Isenburgische Linie des Hauses.
Die Grafen und Herren von Isenburg sind nicht mit den Grafen von Isenberg zu verwechseln.

## Stammliste des Hauses Nieder-Isenburg
1. Gerlach (* etwa 963; † um 1018), möglicher Stammvater der Isenburger, 1002–1013 als Graf im Niederlahngau bezeugt
  1.  Gerlach (* um 1010; † nach 1052), 1052 Graf im Bereich des Maifelgaues[1]
  2.  Reginbold (* um 1010; † nach 1075), 1052–1075 Graf im Bereich des Maifelgaues[2]
    1.  Gerlach I. (* um 1040; † nach 1110)[3] 1075–1110 Herr von Rommersdorf, 1092 Vogt von Hönningen,[4] 1100–1110 Graf von Isenburg, ⚭ Jutta (* um 1055), Tochter von Gerlach († um 1074), Graf im Jülichgau, Begründer der Grafschaft Hochstaden
      1.  Rembold II. (* um 1070; † nach 1121), 1110–1121 Graf von Isenburg,[2] ⚭ Katharina (* um 1083), Tochter von Ludwig I. (* um 1045; † 1084), Graf im Einrichgau und von Arnstein, 1067–1084 Graf im Engersgau
        1.  Gerlach III. (* um 1100; † 1147), Vogt von Trier,[5] 1121–1147 Herr von Isenburg, 1136 Vogt von Hönningen, ⚭ Jutta
          1.  Gerlach IV. (* um 1130; † vor 1167), 1147–1167 Herr von Isenburg, ⚭ N.N. von Leiningen
            1.  Gerlach V. (* um 1150; † 1209), 1173/1189–1209 Herr von Isenburg-Kobern, 1179 Vogt des Hofes Bendorf ⚭ Erbin von Kobern, Tochter von Heinrich († 1173), Herr von Kobern → Nachfahren siehe unten, Linie Isenburg-Kobern
            2.  Heinrich I.  (* vor 1155; † vor 1202), Herr von Isenburg ⚭ N.N. (* um 1160), Tochter von Emich III. († um 1187), Graf von Leiningen → Nachfahren siehe unten, Ältere Linie Isenburg-Grenzau
            3. Dietrich (* um 1156; † nach 1210)
            4. Friedrich (* um 1157; † nach 1209), 1173 bis 1209 erwähnt

          2. Salome (* um 1130; † 1197), ⚭ Wilhelm (* um 1110; † nach 1158), 1131 Graf von Gleiberg, Herr zu Gießen, 1148 Vogt von Schiffenberg, Sohn von Wilhelm (* 1070; † 1129), 1096–1129 Graf von Luxemburg
          3. Bruno (* um 1130; † nach 1184), 1160 Kanoniker in Köln
          4.  Rembold IV. der Ältere (* um 1135; † 1175), Herr von Isenburg
            1. Christina (* um 1155), ⚭ Marquart von Solms
            2. Rembold V.  (* 1157; † um 1220), 1197–1220 Herr von Isenburg-Kempenich, ⚭ Hedwig (* um 1160; † vor 1252), Miterbin von Kempenich, Tochter von Siegfried (* um 1100; † nach 1152), aus dem Haus Wied-Kempenich, 1152 Herr von Kempenich → Nachfahren siehe unten, Linie Isenburg-Kempenich
            3.  Bruno I. (* um 1160; † vor 1210), 1175–1210 Herr von Isenburg, nannte sich ab 1200 Herr von Braunsberg ⚭ um 1179 Theodora (* um 1160; † um 1218), Miterbin von Wied, Tochter von Dietrich I. (* vor 1157; † um 1200), 1162–1197 Graf von Wied → Nachfahren siehe unten, Linie Isenburg-Braunsberg
            4. Arnold (* 1155; † um 1197), 1196 Elekt von Utrecht

        2. Ludwig (* um 1102; † 1141), Geistlicher, Propst in Koblenz, 1141 Domherr in Trier
        3.  Rembold III. († um 1160), 1140–1160 Graf im Einrichgau
        4.  Siegfried († nach 1157), Herr von Isenburg, ⚭ Justina, Tochter von Albero (* um 1100), Herr von Kerpen
        5. Kunigunde (* um 1115; † 24. März 1160), ⚭ Eberhard I. (* um 1110; † 1175), 1139–1176 Graf von Sayn

      2.  Gerlach II. (* um 1075; † nach 1121), 1110–1121 Graf von Isenburg, durch Heirat mit der Erbtochter des Herren Hartmann von Vogelsberg als Gerlach I. möglicher Stammvater der Herren von Büdingen

    2.  Rembold I. (* um 1040; † nach 1117), 1075–1117 Herr von Rommersdorf, 1100–1117 Graf von Isenburg, Klostergründer von Rommersdorf

  3. N. von Rommersdorf
    1. Gerlach († nach 1117), Herr von Rommersdorf
      1. Wilhelm († nach 1075)
      2. Gerlach († nach 1119)
      3. Richwin († nach 1090)

### Linie Isenburg-Kobern
1. Gerlach I. (* vor 1153; † 1217), 1173/1189–1217 Herr von Isenburg-Kobern, ⚭ Erbin von Kobern, Tochter von Heinrich († 1173), Herr von Kobern → Vorfahren siehe oben
  1. Gerlach II. († um 1235), 1217–1235 Herr von Isenburg-Kobern, ⚭ Jutta († 1267), Tochter von Lothar I. († 1215), Graf von Are-Hochstaden
    1. Heinrich II. († 1270), 1235–1270 Herr von Isenburg-Kobern
    2. Lothar († nach 1249), Geistlicher
    3. Cäcilie, ⚭ Matrilinear Friedrich I. († um 1258), Herr von Neuerburg, aus dem Haus Vianden, Sohn von Friedrich III., 1187–1217 Graf von Vianden
      1. Friedrich II. (* etwa 1242; † um 1282), 1270–1282 Herr von Isenburg-Kobern, ⚭ Irmgard von Esch
        1. Friedrich III. (* etwa 1258; † um 1330), ⚭ Elisabeth
        2. Robin (* 1260; † um 1303), 1282–1303 Herr von Isenburg-Kobern, ⚭ Elisabeth (* um 1272; † um 1306), Tochter von Gottfried III. (* um 1222 oder um 1227; † 1293), gen. der Jüngere, Herr von Eppstein und Wied
          1. Kunigunde (* um 1297; † 1347), ⚭ Johann II. (* um 1270; † 1324), 1284–1324 Graf von Sayn, Sohn von Gottfried I. († 31. Oktober 1283), 1266–1283 Graf von Sayn
          2. Mechthild († nach 1344), ⚭ Salentin II. († nach 1334), 1325–1334 Herr von Nieder-Isenburg, Sohn von Salentin I. (* nach 1260; † um 1300), 1273–1300 Herr von Nieder-Isenburg
          3. Jutta, ⚭ I) Gottfried († um 1309), 1288–1309 Herr von Meisenburg, Sohn von Walter III. († 1288) 1262–1288 Herr von Meisenburg, ⚭ II) Arnold III., Herr von Pittingen, Sohn von Arnold II. († 1291), Herr von Pittingen

        3. Dietrich († 1318), Herr von Brandenburg
        4. Agnes (* um 1274; † 1331), ⚭ Dietrich II. († 15. April 1352), Herr von Runkel, 1315 Herr von Burg Kalsmunt, Sohn von Siegfried V. (* um 1230; † 1288), Herr von Runkel

  2. Heinrich I. (um † 1235), 1217–1235 Herr von Isenburg-Kobern

### Linie Isenburg-Kempenich
1. Rembold V.(* 1157; † um 1210), 1197–1210 Herr von Isenburg-Kempenich, ⚭ Hedwig (* um 1160; † vor 1252), Miterbin von Kempenich, Tochter von Siegfried (* um 1100; † nach 1152), aus dem Haus Wied-Kempenich, 1152 Herr von Kempenich → Vorfahren siehe oben
  1. Salentin I. (* um 1189; † 1219 auf dem Kreuzzug), benannt nach Saladin, 1213/18–1219 Herr von Nieder-Isenburg → Nachfahren siehe unten, Linie Nieder-Isenburg
  2. Rosemann († um 1264), 1210–1264 Herr von Isenburg-Kempenich, erlangte 1256 die Stadtrechte für Ortenberg
  3. Christiane (* um 1205; † vor 9. Mai 1283), ⚭ Marquard I. († um 1255), Graf von Solms
  4. Dietrich II. († um 1251), 1210–1251 Herr von Isenburg-Kempenich, ⚭ Adela (* um 1231; † um 1258), Tochter von Heinrich II. (* vor 1210; † 1287), 1220–1287 Herr von Isenburg-Grenzau, 1220–1287 Graf von Cleeberg
    1. Gerhard I. († 20. Oktober 1287), 1251–1287 Herr von Isenburg-Kempenich, ⚭ Beatrix
      1. Dietrich III. (* um 1270; † um 1320), 1281–1320 Herr von Isenburg-Kempenich, ⚭ Kunigunde († um 1344), Tochter von Marquart II. († 1287) Graf von Solms
        1. Simon II. (* 1295; † um 1339), 1320–1339 Herr von Isenburg-Kempenich, ⚭ Katharina († 1344), Tochter von Johann II. (* um 1270; † 1324), 1284–1324 Graf von Sayn
          1. Simon III. (* etwa 1326; † um 1389), 1339–1389 Herr von Isenburg-Kempenich, ⚭ Hedwig (* um 1351; † um 1367), Tochter von Kuno VIII. von Schöneberg
            1. Simon IV. († um 1414) 1389–1414 Herr von Isenburg-Kempenich
            2. Johann II. (* um 1367; † um 1424), 1414–1424 Herr von Isenburg-Kempenich
            3. Johann († nach 11. November 1415)
              1. Hedwig, Erbin von Kempenich, ⚭ Peter (* vor 1398; † 1446), Herr von Schöneck, verkaufte Kempenich 1424 an Trier, Sohn von Friedrich († 1387/1388), Herr von Schöneck

            4. Dietrich V. († um 1378)
            5. Heinrich († um 1386/88), ⚭ Elisabeth Hurt von Schönecken († nach 29. September 1388)
            6. Irmgard (* 1385; † 1428), ⚭ Philipp I. Boos von Waldeck († 1430), Sohn von Johann IV. († 18. August 1361) Boos von Waldeck
            7. Katharina († nach 1393), 1380–1393 Nonne in Münsterbilsen

          2. Johann I. († nach 1358)

        2. Gerhard II. († um 1335), 1320–1335 Herr von Isenburg-Kempenich
        3. Dietrich IV. († um 1341), 1320–1341 Herr von Isenburg-Kempenich

      2. Simon I. († 1324), 1281–1324 Herr von Isenburg-Kempenich, ⚭ Agnes Bonifatius
        1. Agnes († 1349), ⚭ Heinrich I. († um 1362), aus dem Haus Sinzig, Ritter
        2. Gerhard († nach 1332), Kanoniker in Mainz

      3. Jutta († nach 1321), 1321 Nonne in Köln
      4. Katharina († nach 1321), 1321 Nonne in Köln

    2. Jutta (* 1238/50; † nach 1282), ⚭ Johann I. († um 1274) von Reifferscheid, Herr zu Bedburg, Sohn von Friedrich I. von Reifferscheid, Herr zu Bedburg

#### Linie Nieder-Isenburg
1. Salentin I. (* um 1189; † 1219 auf dem Kreuzzug), benannt nach Saladin, 1213/18–1219 Herr von Nieder-Isenburg → Vorfahren siehe oben
  1. Dietrich II. der Jüngere (* um 1205; † um 1273), 1219–1273 Herr von Nieder-Isenburg ⚭ Jutta (* um 1220; † nach 1300), Tochter von Konrad I. († 1258), Herr von Merenberg
    1. Mechthild (* um 1245; † 19. Juni 1303), Äbtissin im Stift Nottuln
    2. Salentin II. (* nach 1250; † um 1300), 1273–1300 Herr von Nieder-Isenburg, ⚭ Agnes, Tochter von Siegfried IV. († um 1266), Herr von Westerburg
      1. Agnes (* um 1284; † um 1349), ⚭ Johann I. (* um 1270; † 10. April 1327), 1279–1327 Herr von Isenburg-Braunsberg und zu einer Hälfte Besitzer der Grafschaft Wied, Herr von Isenburg, 1316 Ritter, Sohn von Bruno III. (* um 1230; † um 1279), 1255–1279 Herr von Isenburg-Braunsberg und zu einer Hälfte Besitzer der Grafschaft Wied, Herr von Isenburg
      2. Hedwig (* um 1290), ⚭ Dietrich I. († 1333), 1303–1333 Herr von Isenburg-Arenfels, Sohn von Heinrich II. (* vor 1210; † 1287), 1220–1287 Herr von Isenburg-Grenzau, 1220–1287 Graf von Cleeberg, 1252–1287 Herr von Büdingen, zwischen 1258 und 1259 Erbauer der Burg Arenfels
      3. Salentin III. (* vor 1300; † nach 1334), 1325–1334 Herr von Nieder-Isenburg, 1310–1325 Herr von Lahr, Deutschritter, ⚭ Mechthild († nach 1344), Tochter von Robin (* 1260; † um 1303), 1282–1303 Herr von Isenburg-Kobern
        1. Salentin IV. (* vor 1319; † um 1355) 1334–1355 Herr von Nieder-Isenburg, ⚭ Katharina, Tochter von Johann III. († um 1354), Graf von Solms
          1. Salentin V. († um 1386/1419) 1355–1386/1419 Herr von Nieder-Isenburg, ⚭ Adelheid, Miterbin von Arenfels, Tochter von Gerlach II. (* 1319; † um 1371), 1348–1371 Herr von Isenburg-Arenfels
            1. Salentin VI. († 1458), 1386/1419–1458 Herr von Nieder-Isenburg, ⚭ Adelheid (* um 1372; † nach 1404), Erbin von Grenzau, Tochter von Eberhard II. (* um 1340; † nach 17. Januar 1395 oder 1399), 1361–1399 Herr von Isenburg-Grenzau
              1. Adelheid (* um 1392)
              2. Agnes (* um 1394)
              3. Kunigunde (* um 1396)
              4. Katharina (* um 1397; † 21. Dezember 1465), ⚭ vor März 1415 Frank XII. (* um 1397/1398; † 5. März 1461), gen. der Reiche, Bannerherr, Herr von Cronberg (Ohrenstamm), Sohn von Walter VI. (* vor 1367; † 1400), Herr von Cronberg (Ohrenstamm)
              5. Anna (* um 1398)
              6. Bonifetta (* um 1399)
              7. Gerlach II. (* um 1400; † um 1490) 1458–1490 Herr von Nieder-Isenburg, ⚭ Jutta († nach 21. Mai 1451), Tochter von Gottfried VII. (* um 1375; † 28. Februar 1437), Graf von Eppstein-Münzenberg
                1. Gerlach III. (* um 1430; † um 1502) 1490–1502 Herr von Nieder-Isenburg, ⚭ 6. März 1455 Hildegard (* 1430; † nach 14. Mai 1478), Tochter von Arnold VII. († 1443), aus dem Haus Sierck, Graf von Moncler
                  1. Salentin I. (* um 1460; † 24. September 1534) 1502–1534 Herr von Isenburg-Neumagen, ⚭ 11. September 1497 Elisabeth († 4. Juni 1538), Tochter von Heinrich, Vogt von Hunolstein → Nachfahren siehe unten, Linie Isenburg-Neumagen
                  2. Gerlach IV. (* um 1460; † 9. September 1530/34) 1502–1530 Graf von Isenburg-Grenzau, ⚭ Anastasia (* um 1466; † vor 24. Oktober 1557), Tochter von Nikolaus (* 1448, † 15. April 1495), 1483–1495 Graf von Mörs-Saarwerden → Nachfahren siehe unten, Jüngere Linie Isenburg-Grenzau
                  3. Wilhelm der Ältere (* um 1464; † 1525)
                  4. Johann († nach 1496)
                  5. Wilhelm der Jüngere
                  6. Eva (* um 1466; † um 1531), 1486–1531 Äbtissin von Thorn
                  7. Elsa

                2. Jakob (* um 1432; † nach 1503)
                3. Salentin (* um 1434)
                4. Arnold (* um 1436; † 1485), Domherr

              8. Eberhard (* um 1402)
              9. Salentin der Ältere (* um 1404; † 1465)
              10. Salentin der Jüngere (* um 1406; † 2. Oktober 1482)

            2. Gerlach I. († nach 1403)

        2. Kunigunde († um 1362), ⚭ I) Richard II. (* um 1335; † 1353), Herr von Eltz, Sohn von Peter III. (* um 1310) Herr von Eltz, Deutschritter, II) nach 1353 Heinrich von Waldeck, genannt von Battenberg
        3. Robin
        4. Jutta

      4. Dietrich III. (* vor 1300), Geistlicher
      5. Siegfried (* vor 1300), Geistlicher
      6. Gertrude (* um 1300), ⚭ Ludwig II. (* um 1300; † 1342) Walpode von der Neuerburg, Sohn von Ludwig I. († 1246), Walpode von der Neuerburg
      7. Elisabeth (* um 1300)

    3. Hermann (* um 1255; † nach 1273), ⚭ Eine Greifensteinerin
    4. Konrad (* um 1260), Geistlicher

##### Linie Isenburg-Neumagen
1. Salentin I. (* um 1460; † 24. September 1534) 1502–1534 Herr von Isenburg-Neumagen, ⚭ 11. September 1497 Elisabeth († 4. Juni 1538), Tochter von Heinrich, Vogt von Hunolstein → Vorfahren siehe oben
  1. Anton (* um 1498; † 1531)
  2. Salentin II. (* um 1500; † 16. Februar 1544), 1534–1544 Herr von Isenburg-Neumagen
  3. Johannetta (* um 1500; † 5. August 1563), Erbin von Neumagen, ⚭ Wilhelm I. der Ältere (* 24. August 1488 auf Burg Homburg; † 18. April 1570 auf Schloss Wittgenstein), 1551–1558 Graf von Sayn-Wittgenstein, Sohn von Eberhard I. (* um 1440; † 1494), 1479–1494 Graf von Sayn-Wittgenstein
  4. Heinrich der Jüngere (* um 1501; † 14. Februar 1554), 1544–1554 Herr von Isenburg-Neumagen
  5. Wilhelm (* um 1502; † nach 1534), Geistlicher
  6. Marie (* um 1506)
  7. Anna (* 1. Januar 1510 in Bernkastel-Wittlich; † 28. Juli 1581 in Überherrn), ⚭ I) Franz (* 24. Januar 1514; † 17. Mai 1548), Sohn von Dietrich IV. (* 14 August 1481; † 2. Juli 1551), Graf von Manderscheid-Schleiden, II) Johann von Lierre, kommandierender General in Luxemburg
  8. Jutta (* um 1520; † 28. Juli 1564), ⚭ Philipp IV. (* 1493 in Alt-Wildungen; † 30. November 1574 auf Burg Waldeck), Graf von Waldeck-Wildungen, Sohn von Heinrich VIII. (* 1465; † 28. Mai 1513), Graf von Waldeck, Begründer der älteren Wildunger Linie

##### Jüngere Linie Isenburg-Grenzau
1. Gerlach IV. (* um 1460; † 9. September 1530/34) 1502–1530 Herr von Isenburg-Grenzau, Herr von Finstingen, ⚭ Anastasia (* um 1466; † vor 24. Oktober 1557), Tochter von Nikolaus (* 1448, † 15. April 1495), 1483–1495 Graf von Mörs-Saarwerden → Vorfahren siehe oben
  1. Heinrich der Ältere (* 5. Januar 1521; † 1552) 1530–1535 Herr von Isenburg-Grenzau, 1535–1552 Graf von Isenburg-Grenzau, ⚭ Margarete (* um 1520; † nach 25. März 1538), Tochter von Georg II. († 17. April 1530), Graf von Wertheim
    1. Johann der Jüngere († 15. November 1565), bis 1162 Domherr zu Trier und Straßburg, 1552/62–1565 Graf von Isenburg-Grenzau, ⚭ 1562 Erika († 23. Dezember 1587), Tochter von Dietrich V. (* 30. März 1508; † 22. April 1560), 1551–1560 Graf von Manderscheid-Schleiden
    2. Friedrich Salentin VII. (* 1532 auf Burg Isenburg bei Dierdorf; † 19. März 1610 auf Burg Arenfels), 1548 Domherr in Mainz, 1558 Domherr in Köln, 1565 Dechant von St. Gereon in Köln, Domscholaster am Straßburger Münster, 1567–1577 Erzbischof und Kurfürst von Köln, 1574–1577 Fürstbischof von Paderborn, 1577–1610 Graf von Isenburg-Grenzau, ⚭ Antonia Wilhelmine (* 1 März 1557; † 26 Februar 1626), Tochter von Johann (* um 1525; † 23. Mai 1568), aus dem freiherrlichen Geschlecht Ligne, Baron von Barbençon, 1547–1568 Graf von Arenberg-Ligne, 1568 Herr von Zuid-Polsbroek
      1. Salentin VIII. (* um 1580; † 5. Dezember 1619 in Prag), 1610–1619 Graf von Isenburg-Grenzau
      2. Ernst (* um 1584; † 30. Mai 1664 in Brüssel), 1619–1664 Graf von Isenburg-Grenzau, Spanischer General im Dreißigjährigen Krieg, ⚭ I) Caroline Ernestine (* 6. September 1606; † 12. September 1630), Tochter von Karl, auch Charles de Ligne (* 22. Februar 1550 auf Schloss Vollenhoven; † 18. Januar 1616 in Enghien), Diplomat, Hochrangiger im Spanischen Militär, 1568–1616 Graf von Arenberg-Ligne, 1568–1610 Herr von Zuid-Polsbroek, II) Maria Anna (* 1614; † 7. März 1670), Tochter von Johann Georg (* 1577 in Hechingen; † 28. September 1623 ebenda), 1605–1623 Graf, ab 1623 Fürst von Hohenzollern-Hechingen

    3. Anton (* 1548; vor † um 1552)
    4. Margarete, Äbtissin von St. Ursula in Köln
    5. Anastasia († 26. Januar 1558), ⚭ Adolf (* 22. August 1526 in Saarbrücken; † 26. November 1559), Graf von Nassau-Saarbrücken, Sohn von Johann Ludwig (* 20. Oktober 1472 in Saarbrücken; † 18. Juni 1545 ebenda), 1472/1490–1545 Graf von Nassau-Saarbrücken

  2. Johann der Ältere (* um 1507; † 18. Februar 1556 in Montabaur), 1547–1556 Erzbischof und Kurfürst von Trier
  3. Arnold († um 1562), 1552/54 Graf zu Isenburg-Grenzau, Vormund der Söhne von Heinrich dem Älteren, ⚭ Antonia Penelope († 1591) Tochter von Reinoud III. (* 1492; † 25. September 1556 in Brüssel), Freiherr von Brederode, Souveräner Herr von Vianen, Erbburggraf von Utrecht, Herr von Ameide, Ambachtsherr von Amstelveen, Rats- und Kammerherr von Kaiser Karl V.
  4. Gerlach V., Domdechant
  5. Bertram, Kanoniker
  6. Wilhelm, Deutscher Ordensritter
  7. Francisca, ⚭ N.N., Freiherr von Rademacher

### Linie Isenburg-Braunsberg
1. Bruno I. (* um 1160; † vor 1210), 1175–1210 Graf von Isenburg, nannte sich ab 1200 Herr von Braunsberg ⚭ um 1179 Theodora (* um 1160; † um 1218), Miterbin von Wied, Tochter von Dietrich I. (* vor 1157; † um 1200), 1162–1197 Graf von Wied → Vorfahren siehe oben
  1. Ludwig (* um 1179; † nach 1197)
  2. Bruno II. (* um 1180; † vor 1255), 1210–1255 Herr von Braunsberg, ab 1243 zu einem Viertel Besitzer der Grafschaft Wied, Herr von Isenburg, 1210–1218 Vogt von Gladbach, Erbte ein Viertel der Stammburg Isenburg, ⚭ Johanna
    1. Bruno III. (* um 1230; † um 1279), 1255–1279 Herr von Braunsberg und zu einer Hälfte Besitzer der Grafschaft Wied, Herr von Isenburg, ⚭ I) 1255 Sophie (* um 1240; † vor 26. März 1266), Tochter von Siegfried III. (1191 und 1221 belegt), Herr von Runkel und Westerburg, ⚭ II) Isalda (* um 1335; † nach 1287), wurde Frau von Nothhausen genannt, Tochter von Heinrich I. (* vor 1224; † 1259), Herr von Heinsberg
      1. I) Engelbert († vor 7. Juni 1306), Kanoniker in Köln und Liege, starb unvermählt auf Burg Braunsberg
      2. II) Johann I. (* um 1270; † 10. April 1327), 1279–1327 Herr von Braunsberg und zu einer Hälfte Besitzer der Grafschaft Wied, Herr von Isenburg, 1316 Ritter, ⚭ I) Agnes († 1314), Tochter von Salentin I. († nach 1297), 1275–1297 Graf von Nieder-Isenburg, ⚭ II) 1316 Margarethe von Wickradt
        1. I) Bruno IV. (* um 1290; † 23. August 1325), starb vor seinem Vater, ⚭ 1305 Heilwig (* um 1290; † 1333), Tochter von Wilhelm I. († 18. November 1331), 1276–1331 Graf von Katzenelnbogen
          1. Wilhelm I. (* vor 1324; † 17. Juli 1383), 1327–1339 Herr von Braunsberg, Herr von Isenburg, 1340–1383 Graf von Wied, 1341 Ritter, ⚭ I) 1329 Agnes († vor 26. Dezember 1352), Miterbin von Wied, Tochter von Ruprecht III., Graf von Virneburg, bis 1329 Herr von Wied, ⚭ II) 1351 Johanna (* um 1335; † 21. Februar 1367), Tochter von Wilhelm I. († 16. Februar 1361), 1328–1336 Graf von Jülich, 1336–1356 Markgraf von Jülich, 1356–1361 Herzog von Jülich, ⚭ III) 1367 Lysa († 1403), Miterbin von Arenfels, Tochter von Gerlach III. (* 1319; † um 1371), 1348–1371 Herr von Isenburg-Arenfels
            1. I) Irmgard (* um 1335), ⚭ Johann III. (* 1331), Burggraf von Hammerstein, Sohn von Gerhard von Hammerstein († 1341)
            2. I) Wilhelm II. (* um 1344; † vor 1411), ⚭ N.N. illegitim, neun Kinder, 1352/1360 Propst von St. Maria in Aachen, 1380–1383 gemeinsam mit Vater Graf von Wied, 1383–1409 Graf von Wied
            3. I) Isaldis (* um 1344; † 1378), Nonne in Gandersheim
            4. II) Elisabeth († 22. Mai 1426), ⚭ I) 1369 Reinhard III. († 22. Dezember 1449), Herr von Westerburg, Sohn von Reinhard II. († 1421), Herr von Westerburg, ⚭ II) vor 18. Oktober 1399 Gerhard VIII. (* um 1342; † 28. Januar 1406), Graf von Blankenheim, Herr von Kastelberg und Gerhardstein, Sohn von Gerhard VII. († vor 14. Februar 1377), Herr von Blankenheim, Herr zu Kastelberg
            5. II) Heilwig (* um 1260; † nach 28. Januar 1389), ⚭ 1371 Gerlach von Heddesdorf († 2. September 1396), Ritter, Hofmarschall von Wilhelm I. von Wied
            6. III) Gerlach (* um 1367; † nach 5. Februar 1413), 1369 erwähnt, 1383–1411 Herr von Isenburg, ab 1404 Herr über Braunsberg (Anhausen), Rengsdorf und der Grafschaft Wied oberhalb der Alteck, 1411–1411 Graf von Wied, ⚭ I) 1369 verlobt mit Bertha († 1418), Tochter von Johann I. (* 1332; † 1370), Herr von Westerburg, ⚭ II) 1376 Agnes (* um 1360/65; † nach 9. Juli 1402), Tochter von Johann I. († 1395), Herr von Büdingen
              1. Wilhelm III. (* um 1395; †  22. Oktober 1462), 1411–1462 Graf von Wied, Herr von Isenburg, ⚭ 1402 Philippa († 14. Januar 1464), Tochter von Johann II. († 24. Juni 1438), 1395–1438 Graf von Heinsberg-Loon
              2. Johann II. (* um 1395; † 1454), 1411–1454 Herr von Isenburg, ⚭ I) 1400 Agnes, Tochter von Johann II. († 1410), Herr von Westerburg, ⚭ II) 1410 Kunigunde (1415 belegt), Schwester der ersten Gemahlin
                1. Anastasia († nach 27. März 1429), Erbin von Wied Mitherrin von Isenburg, ⚭ Dietrich IV. († nach 22. Februar 1462), 1414 Erbamtmann von Andernach, 1427 Herr von Runkel, Sohn von Dietrich III. († 1402), Herr von Runkel

              3. Dietrich, († nach 1419)
              4. Lysa († 1455), ⚭ Gerlach von Breidenbach

            7. III) Wilhelm (* um 1370; † nach 1408), Karoniker in St. Gereon zu Köln, 1392 Chorbischof und Archidiakon zu Trier

        2. I) Salentin († nach 1316) Domherr zu Köln
        3. I) Isalda (* vor 1311; † um 1335), ⚭ vor 15. September 1311 Ludwig († 1334), Burggraf von Hammerstein, Ritter, Sohn von Johann II. († 1307), Burggraf von Hammerstein
        4. I) Jutta († um 1328)
        5. I) Isengard († nach 1315), ⚭ Johann III., Burggraf von Rheineck, Sohn von Johann II. von Rheineck
        6. I) Nesa, (* um 1319; † 1373) ⚭ Rorich II. (* vor 1317; † nach 1365), 1306–1365 Herr von Rennenberg, Sohn von Hermann III. (* vor 1280; † 1331), 1280–1331 Herr von Rennenberg

    2. Mechthild (* vor 1247; † vor 25. April 1280), ⚭ vor 1253 Gottfried III. (* um 1222 oder um 1227; † 1293), gen. der Jüngere, 1278–1293 Herr von Eppstein und Wied, Sohn von Gottfried II. (* ca. 1199; † zwischen dem 15. März 1272 und dem 30. September 1278), 1223–1278 Herr von Eppstein, ab 1244 zu einer Hälfte Besitzer der Grafschaft Wied

  3. Dietrich I. der Ältere (* um 1185; † vor 1253), ab 1243 zu einem Viertel Besitzer der Grafschaft Wied, ⚭ Jutta († nach 1275), Tochter von Heinrich I. († 1228), 1190–1228 Graf von Zweibrücken
  4. Arnold (* um 1190; † 5. November 1259), 1217 Archidiakon zu Trier, 1228 Dompropst in Trier, 1242–1259 Erzbischof und Kurfürst von Trier
  5. Agnes (* vor 1195), ⚭ 1195 Werner III. (* um 1165; † 1221), Herr von Bolanden, Sohn von Philipp I., Herr von Bolanden

### Ältere Linie Isenburg-Grenzau
1. Heinrich I.  (* vor 1155; † vor 1202), Herr von Isenburg ⚭ N.N. (* um 1160), Tochter von Emich III. († um 1187), Graf von Leiningen → Vorfahren siehe oben
  1. Heinrich II. (* um 1180; † zwischen 1222 und 1227), Herr von Isenburg, 1220–1227 Herr von Limburg und Cleeberg, ⚭ Irmgard (* um 1180; † nach 1220), Miterbin von Büdingen, Tochter von Hermann II. († um 1200) Herr von Büdingen
    1. Heinrich III. (* um 1200; † 1287), 1258–1287 Herr von Isenburg-Grenzau, 1258–1287 Graf von Cleeberg, 1258–1287 Herr von Büdingen, zwischen 1258 und 1259 Erbauer der Burg Arenfels, ⚭ Mechthild (* um 1210; † 1272), Tochter von Lothar I. († 1215), Graf von Are-Hochstaden
      1. Gerlach I. (* um 1232; † 1303), zwischen 1258 und 1259 Erbauer der Burg Arenfels, 1287–1303 Herr von Isenburg-Arenfels, ⚭ Elisabeth (* um 1232; † 1283), Tochter von Dietrich († 1245), Graf von Kleve zu Dinslaken → Nachfahren siehe unten, Linie Isenburg-Arenfels
      2. Jutta (* um 1234; † 23. August 1314), ⚭ Gottfried I. (* um 1247; † 31. Oktober 1283), Graf von Sayn, Sohn von Johann I. († 1266) Graf von Sponheim, 1263–1266 Graf von Sayn
      3. Ludwig I. (* um 1240; † 1302/04), 1287–1304 Herr von Isenburg-Cleeberg, ⚭ 1252 Heilwig († nach 1294), Tochter von Wilhelm († vor dem 28. September 1256), Graf von Tübingen und Gießen → Nachfahren siehe unten, Linie Isenburg-Cleeberg
      4. Eberhard († um 1305), 1287–1305 Graf von Isenburg-Grenzau
      5. Heinrich IV.

    2. Elisabeth (* um 1203; † 29. November 1272), ⚭ Gottfried II. (* um 1199; † zwischen dem 15. März 1272 und dem 30. September 1278), 1223–1278 Herr von Eppstein, ab 1244 zu einer Hälfte Besitzer der Grafschaft Wied, Sohn von Gottfried I. (* um 1169; † 1223), 1190–1223 Herr von Eppstein
    3. Adela (* um 1205; † etwa 1258), ⚭ Dietrich II. († um 1251), 1220–1251 Herr von Isenburg-Kempenich, Sohn von Rembold V. (* 1153; † um 1220), 1197–1220 Herr von Isenburg-Kempenich
    4. Irmgard (* um 1207)
    5. Gerlach I. (* um 1212; † Januar 1289 im Schwarzwald), 1258–1289 Herr von Limburg, ⚭ Imagina (* um 1202; † 3. November 1298), Tochter von Heinrich I. († nach 17. Dezember 1236/1237), Graf von Blieskastel → Nachfahren siehe unten, Linie Isenburg-Limburg
    6. Friedrich (* um 1215; † nach 1261), 1246–1261 Kanoniker in Köln
    7. Mechthild (* um 1220), ⚭ Gerlach I. von Dollendorf

  2. Eberhard (* um 1185; † 1247), 1202 erwähnt, Kanoniker der Mainzer Metropolitankirche, 1233 Propst in Limburg, Kanoniker in Limburg
  3. Lukardis (* um 1189; † vor 1260), ⚭ I) Heinrich II. († um 1243), Herr von Hanau zu Dorfelden, Sohn von Reinhard II. von Dorfelden, Stammvater der Herren von Hanau, ⚭ II) nach 1243 Philipp I. († 1277), Herr von Bolanden-Hohenfels, Sohn von Philipp III. von Bolanden († 1220)
  4. Jutta (* um 1190), ⚭ Anselm (* um 1185; † nach 26. November 1249), Herr von Bicken, Gründete das Haus der Herren von Bicken

#### Linie Isenburg-Limburg
1. Gerlach I. (* vor 1205; † Januar 1289 im Schwarzwald), 1220–1289 Herr von Limburg, ⚭ Imagina (* um 1202; † 3. November 1298), Tochter von Heinrich I. († nach 17. Dezember 1236/1237), Graf von Blieskastel → Vorfahren siehe oben
  1. Johann I. Der blinde Herr (* um 1252; † 29. September 1319 in Limburg an der Lahn), 1289–1319 Herr von Limburg, ⚭ I) Elisabeth, Tochter von Heinrich I., Graf von Geroldseck, ⚭ II) Uda (* um 1268; † 25. Juni 1313), Tochter von Otto III. (* um 1246; † 25. März 1305), 1249–1305 Graf von Ravensberg
    1. I) Elisabeth († vor 1347), ⚭ I) 1303 Ulrich I. (* um 1290; † 29. Oktober 1339), Graf von Bickenbach, Sohn von Otto († 1307), Königlicher Hofrichter, Herr von Bickenbach, ⚭ II) 1340 Johann II. (* um 1310/15 † 2. März 1357), Graf von Katzenelnbogen, Sohn von Gerhard (* 1293; † 1312), 1311–1312 Graf von Katzenelnbogen
    2. I) Lisa, ⚭ Heinrich III. († nach 22. Februar 1314), Graf von Solms, Sohn von Heinrich II. († vor 1289), 1260–1289 Graf von Solms
    3. II) Gerlach II. der Ältere (* um 1280; † 14. April 1355), 1319–1355 Herr von Limburg, ⚭ I) 1312/14 Agnes (* um 1295/1300 † 29. Oktober 1316/18), Tochter von Heinrich I. († um 1343), 1290–1303 Graf von Nassau, 1303–1343 Graf von Nassau-Siegen, ⚭ II) vor 1325 Kunigunde (um 1285 † 8. Oktober 1362), Tochter von Rudolf II. († 4. Mai 1303 oder 13. November 1306), Graf von Wertheim
      1. I) Johann (* um 1315; † 21. August 1336), ⚭ 1329 Anna, Tochter von Wilhelm I. (* 1270 oder 1271; † 18. November 1331), 1276–1331 Graf von Nieder-Katzenelnbogen
      2. I) Jutta († 12. März 1336), ⚭ Johann (* um 1310/15; † 1357), Graf von Nieder-Katzenelnbogen, Sohn von Wilhelm I. (* 1270 oder 1271; † 18. November 1331), 1276–1331 Graf von Nieder-Katzenelnbogen
      3. I) Uda († 1361), ⚭ 1338 Gerhard II. († 1356), Wildgraf von Kyrburg, Sohn von Friedrich I. († nach 1365), 1306–1308 Herr zu Wiltz, Wildgraf in Kyrburg
      4. II) Kunigunde († 8. Oktober 1386)
      5. II) Elisabeth, Stiftsdame in Kaufungen
      6. II) Gerlach III. der Jüngere (* um 1325; † 3. April 1365 in Limburg an der Lahn), 1355–1365 Herr von Limburg
      7. II) Rudolf († 7. Oktober 1374) Kanoniker in Köln und Archidiakon in Würzburg
      8. II) Johann II. (* um 1330; † 1406), Kanoniker in Köln und Trier und Dompropst von Trier, 1365–1406 Herr von Limburg ⚭ 1386 Hildegard († 25. Oktober 1419), Tochter von Johann III., Graf von Saarwerden
        1. Kunigunde (* 1387; † 15. März 1403), ⚭ 1401 Adolf (* 1362; † 12. Juni 1420), 1416–1420 Graf von Nassau-Dillenburg, Sohn von Johann I.
        2. Clara (* um 1388; † 1401)

      9. II) Otto, Deutscher Ordensritter
      10. II) Hermann († 1365)

    4. II) Johann († nach 1379)
    5. II) Jutta († 1335), ⚭ I) Friedrich VI. († 21. Juli 1342), Graf von Leiningen, Sohn von Friedrich V. (* um 1277; † 1327), Graf von Leiningen, ⚭ II) Engelbert I. († 1336), 1294–1336 Graf von Sayn-Homburg, Sohn von Gottfried I. († 31. Oktober 1283), 1266–1283 Graf von Sayn
    6. II) Maria († 1349), 1343–1349 Äbtissin von Altenberg bei Wetzlar
    7. II) Imagina († 1337/43), ⚭ I) Ulrich I. (* um 1280/85; † 11. Juni 1310 oder 17. Februar 1311), Graf von Truhendingen, Sohn von Friedrich VI. († März 1290), Graf von Truhendingen, ⚭ II) Ludwig VIII. (* um 1310; † 26. Juli 1378), Graf von Oettingen, Sohn von Friedrich I. (* um 1265; † zwischen 1311 und 1313), Graf von Oettingen

  2. Gerlach (* um 1254; † 1273), 1267–1273 Herr von Greiffenstein, ⚭ 1267 Guda (* um 1252), Tochter von Rorich der Kleine († um 1227), Vogt von Hachenburg und Boppard, Herr von Ütgenbach und Arscheit → Nachfahren siehe unten, Linie Isenburg-Greiffenstein
  3. Imagina (* 1250 in Limburg an der Lahn; † 29. September nach 1317), ⚭ 1271 Adolf (* vor 1250; † 2. Juli 1298 bei Göllheim), aus dem Adelsgeschlecht von Nassau, 1277–1298 Graf von Nassau, 1292–1298 Römisch-deutscher König, 1293–1298 Landgraf von Thüringen, Sohn von Walram II. (* um 1220; † 24. Januar 1276), vor 1251–1276 Graf von Nassau
  4. Heinrich († 1279/80), ⚭ Adelheid von Diez
  5. Agnes († nach 1319), ⚭ vor Juli 1267 Heinrich I. († 5. Juni 1288 in Worringen), Herr von Westerburg, Sohn von Siegfried IV. († 1266), Herr von Westerburg

##### Linie Isenburg-Greiffenstein
1. Gerlach (* um 1254; † 1273), 1267–1273 Herr von Greiffenstein, ⚭ 1267 Guda (* um 1252), Tochter von Rorich der Kleine († um 1227), Vogt von Hachenburg und Boppard, Herr von Ütgenbach und Arscheit → Vorfahren siehe oben
  1. Kraft (* um 1270; † 1326), Ritter, 1273–1308 Herr von Greiffenstein, verkaufte 1308 die Burg Greiffenstein mit der Herrschaft an König Albrecht I. ⚭ N.N., Tochter von Siegfried IV. († 1266 in Westerburg), Herr von Westerburg
    1. Beatrix (* um 1286; † nach 1345), ⚭ Wilhelm I. († um 1307), Graf von Neuenahr, Sohn von Dietrich II. († 1276) Graf von Neuenahr
    2. Irmgard (* um 1290; † 1324), ⚭ I) Hildeger Heinrich Birkelin, ⚭ II) 1307 Dietrich III. (um 1275; † 9. August 1364), 1304–1364 Graf von Limburg, Sohn von Eberhard I. (* 1252; † 17. Juni 1304), 1301–1304 Graf von Isenberg-Limburg, 1301–1304 Herr von Styrum

#### Linie Isenburg-Arenfels
1. Gerlach I. (* um 1232; † 1303), zwischen 1258 und 1259 Erbauer der Burg Arenfels, 1287–1303 Herr von Isenburg-Arenfels, ⚭ Elisabeth (* um 1232; † 1283), Tochter von Dietrich († 1245), Graf von Kleve zu Dinslaken → Vorfahren siehe oben
  1. Margarethe (* um 1250; † nach 1302), ⚭ Dietrich III. (* um 1234; † 1307) 1275–1307 Graf von Moers, Sohn von Dietrich II. (* um 1210; † 1275) Graf von Moers
  2. Dietrich I. († 1333), 1303–1333 Herr von Isenburg-Arenfels, ⚭ Hedwig (* um 1290), Tochter von Salentin I. (* nach 1260; † um 1300), 1273–1300 Herr von Nieder-Isenburg und Agnes, Tochter von Siegfried IV. († um 1266), Herr von Westerburg
    1. Dietrich II. († 25. März 1329), Keine Nachkommen
    2. Gerlach II. (* 1319; † um 1371), 1348–1371 Herr von Isenburg-Arenfels, ⚭ I) ⚭ Elisabeth († 15. November 1339), Tochter von Herr Johann II. von Braunshorn und Beilstein, ⚭ II) Demuth († 1403), Tochter von Johann I. († 1306), Edelherr von Neuenahr
      1. II) Dietrich III. († vor 1371)
      2. II) Johann (* vor 1346)
      3. II) Margaretha, Geistliche
      4. II) Adelheid, Miterbin von Arenfels, ⚭ Salentin IV. († um 1386/1419) 1355–1386/1419 Herr von Nieder-Isenburg, Sohn von Salentin III. (* vor 1319; † um 1355) 1334–1355 Herr von Nieder-Isenburg
      5. II) Lysa († 1403), Miterbin von Arenfels, 1367 ⚭ Wilhelm I. (* vor 1324; † 17. Juli 1383), 1327–1329 Herr von Isenburg-Braunsberg, Herr von Isenburg, 1330–1383 Graf von Wied, 1341 Ritter, Sohn von Bruno IV. (* um 1290; † 23. August 1325)

    3. Kraft († um 1346)
    4. Wilhelm
    5. Elisabeth († um 1370), ⚭ Simon von Waldeck
    6. N.N. ⚭ Hermann von Helfenstein

  3. Gerlach (* um 1256; † 17. November 1306), Geistlicher
  4. Johann I. (* um 1283; † 17. November 1348), ⚭ Jutta († um 1386), Erbin von Hachenburg und Arscheid, Tochter von Heinrich III. († um 1324), Vogt von Hachenburg und Arscheid, Deutscher Ordensritter
    1. Arnold I., ab 1366 Vogt von Arscheid, Deutscher Ordensritter, ⚭ Heilwig von Löwenberg
      1. Dietrich, Vogt von Arscheid, ab 1378/1412 Herr von Ütgenbach und Ehrenstein, Deutscher Ordensritter, ⚭ Sophia, Erbin von Ütgenbach und Ehrenstein, Tochter von Rorich (* um 1357; † 1378), Herr von Ütgenbach und Ehrenstein
        1. Adam († 1457), bis 1457 Herr von Ütgenbach und Ehrenstein zu Creutzberg, ⚭ Maria von Alfter, Tochter von Johann von Alfter
        2. Eva († um 1482), Erbin von Ütgenbach und Ehrenstein, ⚭ Wilhelm II. (* vor 1407; † 15. April 1472), 1415–1472 Herr von Nesselrode und Stein, 1457–1472 Herr von Ütgenbach und Ehrenstein, Sohn von Wilhelm I. († um 1389 oder 1415), Herr von Nesselrode

      2. Bruno (* vor 1347), Vogt von Arscheid
        1. Arnold II. († um 1454), Herr von Arscheid-Bornhofen, ⚭ Else, Tochter von Konrad der Ältere († 27. März 1393), Herr von Kolbe und Boppard, Nachkommen Teil des Hauses Arscheid
        2. Johann III. († vor 13. Juli 1453)

      3. Anselm († 6. März 1436), Vogt von Arscheid, ⚭ Agnes von Lützenrode

    2. Johann II., ⚭ Katharina
      1. Katharina, ⚭ Wolter von Erpe, Deutscher Ordensritter

  5. Agnes (* um 1284), ⚭ Gottfried (* um 1280; † 1348), 1306–1348 Graf von Diez, Sohn von Gerhard IV. († 1306) Graf von Diez
  6. Philipp
  7. Heinrich († 20. Mai 1322)
  8. Ludwig
  9. Imagina
  10. Lisa († 1323) Äbtissin im Stift Freckenhorst
  11. Katharina

#### Linie Isenburg-Cleeberg
1. Ludwig I. (* um 1240; † 1302/04), 1287–1304 Herr von Isenburg-Cleeberg, Burggraf von Gelnhausen, ⚭ 1252 Heilwig († nach 1294), Tochter von Wilhelm († vor dem 28. September 1256), Graf von Tübingen und Gießen → Vorfahren siehe oben
  1. Heinrich I. († 2. Juli 1298 in einer Schlacht), ⚭ Lysa, Tochter von Philipp IV. (* 1207; † 1277), Herr von Bolanden-Hohenfels
  2. Lothar (* um 1280; † 1340/41), 1304–1340 Herr von Isenburg-Cleeberg und Büdingen, ⚭ Isengard (* um 1285/90; † nach 1326), Tochter von Philipp III. (* um 1257, † 9. Februar 1322), Herr von Falkenstein, Herr zu Münzenberg und Lich
    1. Heinrich II. (* um 1300; † 1378), 1340–1378 Herr von Isenburg-Büdingen, ⚭ Adelheid (* zwischen 1311 und 1313; † nach 1378), Tochter Ulrich II. (* 1280 /1288; † 23. September 1346), 1305/1306–1346 Herr von Hanau → Nachfahren siehe unten, Linie Isenburg-Büdingen
    2. Philipp I. (* um  1300; † 1361), 1340–1361 Herr von Isenburg-Grenzau, ⚭ Margarethe († um 1362), Tochter von Gerhard (* um Juli 1266; † um 1312), Graf von Katzenelnbogen → Nachfahren siehe unten, Mittlere Linie Isenburg-Grenzau
    3. Walburgis/Willeburg (* um 1332; † nach 1352), ⚭ Hartmut VI. (* um 1330; † 24. September 1372), Herr und Ritter von Cronberg, Jerusalemfahrer 1350, Sohn von Hartmut V. (* um 1300; † 25. Oktober 1334), ab 1322 Burggraf zu Starkenburg
    4. Luckarde († nach 1335), Nonne im Kloster Schiffenberg
    5. Heilwig († nach 1363), ⚭ Johann († um 1367), Graf von Rieneck

  3. Ludwig († um 1295), Kanoniker in Wetzlar
  4. Wilhelm († nach 1313)
  5. Friedrich († nach 1286)
  6. Irmgard (* um 1270; † 1302/03), ⚭ 1284 Wilhelm  (* 1270 oder 1271; † 18. November 1331), 1276–1331 Graf von Katzenelnbogen, Sohn von Diether V. († 13. Januar 1276), 1245–1276 Graf von Katzenelnbogen
  7. Heilwig (* um 1273; † 1336), ⚭ 1286 Engelbert I. (* vor 1270; † 1329), 1294–1329 Graf von Ziegenhain und Nidda, Sohn von Ludwig II. († nach 1289), 1258–1289 Graf von Ziegenhain und Nidda
  8. (illegitim) Luckarde († um 10. Oktober 1309), ⚭ Philipp III. (* um 1257, † 9. Februar 1322), Herr von Falkenstein, Herr zu Münzenberg und Lich, Sohn von Werner I. (* um 1234; † zwischen 25. Mai 1298 und 22. September 1300), Herr von Falkenstein

##### Mittlere Linie Isenburg-Grenzau
1. Philipp I. (* um 1300; † 1361), 1340–1361 Herr von Isenburg-Grenzau, ⚭ Margarethe († um 1362), Tochter von Gerhard (* um Juli 1266; † um 1312), Graf von Katzenelnbogen → Vorfahren siehe oben
  1. Eberhard II. (* um 1340; † nach 17. Januar 1395 oder 1399), 1361–1399 Herr von Isenburg-Grenzau, ⚭ 1371 Mechtild (* um 1344), Tochter von Adolf II. († 1347), 1328–1347 Graf von der Mark, Graf von Kleve
    1. Philipp II. (* um 1385; † 1439/40), 1399–1440 Herr von Isenburg-Grenzau, ⚭ Katharina
    2. Mechthild († 2. Februar 1436), ⚭ Johann I. († 1473), 1412–1473 Graf von Nassau-Beilstein zu Beilstein, 1414/18–1425 Graf von Nassau-Beilstein zu Liebenscheid, Sohn von Heinrich II. (* 29. September 1374; † kurz nach dem 12. Oktober 1412), 1378/80–1412 Graf von Nassau-Beilstein
    3. Adelheid (* um 1372; † nach 1404), Erbin von Grenzau, ⚭ Salentin V. († 1458), 1386/1419–1458 Herr von Nieder-Isenburg, Sohn von Salentin IV. († um 1386/1419) 1355–1386/1419 Herr von Nieder-Isenburg

## Stammliste des Hauses Ober-Isenburg
1. Heinrich II. (* um 1300; † 1378), 1340–1378 Herr von Isenburg-Büdingen, ⚭ Adelheid (* zwischen 1311 und 1313; † nach 1378), Tochter Ulrich II. (* 1280 /1288; † 23. September 1346), 1305/1306–1346 Herr von Hanau → Vorfahren siehe oben
  1. Johann I. (* um 1325/30; † 1395 in Koblenz), 1378–1395 Herr von Isenburg-Büdingen, ⚭ vor 28. Juni 1355 Sophie (* um 1330; † 1387), Tochter von Rudolf IV. († 6. Januar 1355), Graf von Wertheim
    1. Johann II. (* um 1360; † 1408/09), 1395–1409 Herr von Isenburg-Büdingen, ⚭ Margarete (* um 1365; † 1438), Tochter von Diether VIII. (* 1340; † 17. Februar 1402), Graf von Katzenelnbogen (Obergrafschaft)
      1. Diether I. (* um 1390; † 20. November 1461), 1409–1442 Herr von Isenburg-Büdingen, 1442–1461 Graf von Isenburg-Büdingen, ⚭ 1409 Elisabeth (* um 1395 † 17. Juli 1451), Tochter von Otto I. (* um 1350; † 27. Oktober 1409), Graf von Solms-Braunfels
        1. Johann († 1428)
        2. Diether (* 1412; † 7. Mai 1482 in Aschaffenburg), Domherr, Bischof und Kanzler des Reiches, 1459–1461 und 1475–1482 Kurfürst und Erzbischof von Mainz
        3. Ludwig II. (* 1422; † 4. Juni 1511), 1461–1511 Graf von Isenburg-Büdingen, ⚭ Maria (* 1438; † 14. Januar 1480), Tochter von Johann I. (* 1419; † 9. Mai 1480), Graf von Nassau-Wiesbaden-Idstein
          1. Anna (* 1460; † 27. Juli 1522 in Babenhausen), ⚭ Philipp II. (* 31. Mai 1462 in Hanau; † 22. August 1504 in Babenhausen), Graf von Hanau-Lichtenberg, Sohn von Philipp I. der Ältere (* 8. November 1417 in Windecken; † 10. Mai 1480), 1458–1480 Graf von Hanau-Lichtenberg
          2. Margarete (* 1464; † etwa 1506), Nonne in Marienborn
          3. Maria (* 18. November 1465; † 1527), 1495 Äbtissin in Marienborn
          4. Philipp I. (* 20. März 1467; † 22. Februar 1526), 1518–1526 Graf von Isenburg-Büdingen zu Ronneburg, ⚭ Amalie (* 29. November 1478; † 1543), Tochter von Philipp II. († 14. Juli 1497), Graf von Rieneck → Nachfahren siehe unten, Linie Isenburg-Büdingen zu Ronneburg
          5. Katharina (* 1468; † 1469)
          6. Elisabeth (* 1469), ⚭ 22. Januar 1482 Siegmund II. (* vor 1470; † 10. Mai 1525), Graf von Gleichen zu Tonna, Sohn von Siegmund I. (* 1421; † März 1494), 1421–1494 Graf von Gleichen zu Tonna
          7. Diether II. (* 1470; † 1521), 1511–1521 Graf von Isenburg-Büdingen, unverheiratet
          8. Johann V. (* 1476; † 18. Mai 1533), 1511–1518 Graf von Isenburg-Büdingen, 1518–1533 Graf von Isenburg-Büdingen zu Birstein, ⚭ Anna (* 23. Februar 1497; † nach 1554), Tochter von Günther XXXIX. († 8. August 1531), Graf von Schwarzburg-Blankenburg → Nachfahren siehe unten, Linie Linie Isenburg-Büdingen zu Birstein
          9. Kunigunde, 1506 Nonne in Marienborn
          10. Brigitte, 1506 Nonne in Marienborn

        4. Otto
        5. Bernhard
        6. Philipp († 7. Februar 1470)
        7. Johann IV. (* um 1444; † 31. Dezember 1496), Graf von Isenburg-Büdingen
        8. Agnes (* um 1448; † 1497 oder 1511), ⚭ 13. Januar 1448 Wilhelm I. (* 1421; † 1. Mai 1482), Graf von Wertheim, Sohn von Michael I. (* 1400; † 25. Juli 1440 in Breuberg), Graf von Wertheim

      2. Elisabeth († 1. August 1451), ⚭ 1421 Bernhard II. (* 1400; † 6. August 1459), Sohn Otto I. (* um 1350; † 27. Oktober 1409), Graf von Solms-Braunfels

    2. Agnes (* um 1360/65; † nach 9. Juli 1402), ⚭ 1376 Gerlach (* um 1365; † nach 1411), 1383–1404 Graf der Hälfte der Grafschaft Wied, 1404–1411 Graf von Wied, Herr von Isenburg, Sohn aus dritter Ehe von Wilhelm I. (* vor 1324; † 17. Juli 1383), 1327–1329 Herr von Isenburg-Braunsberg, Herr von Isenburg, 1330–1383 Graf von Wied, 1341 Ritter

  2. Heinrich III. († 1359)
  3. Wilhelm († 1409), Kanoniker in Limburg und Speyer
  4. Agnes († 1404), ⚭ Dietrich I. († 24. August 1403), Herr von Bickenbach zu Hohenberg, Sohn von Konrad IV. († 16. Oktober 1374), belegt 1339, Herr von Bickenbach zu Hohenberg
  5. Isengard († 1398), 1396–1398 Äbtissin von Marienborn
  6. Adelheid (* 1376 † 15.3.1441), 1406–1435 Äbtissin von Quedlinburg

### Linie Isenburg-Büdingen zu Ronneburg
1. Philipp I. (* 20. März 1467; † 22. Februar 1526), 1518–1526 Graf von Isenburg-Büdingen zu Ronneburg, ⚭ Amalie (* 29. November 1478; † 1543), Tochter von Philipp II. († 14. Juli 1497), Graf von Rieneck → Vorfahren siehe oben
  1. Anna (* 1500; † 1531), ⚭ 1515 Johann VII. (* 1493; † 1531), Wild- und Rheingraf von Salm-Kyrburg, Sohn von Johann VI. (* 1470; † 1499), Wild- und Rheingraf von Salm-Kyrburg
  2. Anton (* 2. August 1501 in Büdingen; † 25. Oktober 1560), 1526–1560 Graf von Isenburg-Büdingen zu Ronneburg, I) ⚭ 19. Oktober 1523 Elisabeth (* um 1506/10; † 1543), Tochter von Johann III. (* um 1475/85; † 18. Mai 1533 in Wied), Graf von Wied-Runkel, II) ⚭ (Unstandesgemäß) 1554 Katharina Gumpel († 1559), Tochter eines Schäferehepaares aus Gelnhaar, sie hatten vier Kinder
    1. I) Maria (* 1525; † 1558)
    2. I) Wilhelm (* 23. August 1527)
    3. I) Georg (* 10. September 1528; † 29. Juni 1577), 1560–1577 Graf von Isenburg-Büdingen zu Ronneburg, ⚭ Barbara (* um 1530; † 14. September 1600 in Schwarzach), Tochter von Georg (* 8. Februar 1487; † 9. April 1530 in Breuberg), 1487–1530 Graf von Wertheim
    4. I) Margaretha (* 1529)
    5. I) Katharina (* 11. April 1532; † 16. April 1574), ⚭ 1562 Nikolaus IV. († 26. November 1580), Graf von Salm-Neuburg, Sohn von Nikolaus III. (* 1503; † 5. März 1550 in Erlau), Graf von Salm-Neuburg
    6. I) Wolfgang (* 12. Juni 1533; † 20. Dezember 1597), 1560–1566 Graf von Isenburg-Büdingen zu Ronneburg, 1566–1597 Graf von Isenburg-Büdingen zu Ronneburg im Kelsterbacher Landesteil, ⚭ I) 1562 (Scheidung 1573) Johanette (* 23. Mai 1543; † 5. Dezember 1599), Tochter von Philipp IV. (* 20. Oktober 1514 in Babenhausen; † 19. Februar 1590 in Lichtenberg), 1538–1590 Graf von Hanau-Lichtenberg, II) 1577 Ursula von Solms-Braunfels († Februar 1585), III) 1585 Ursula von Gleichen-Rhemda († 20. Dezember 1597)
      1. I) Johann Georg (* 1564; † 1565)

    7. I) Walpurgis (* 1534; † jung)
    8. I) Bernhard (* 1535)
    9. I) Anna (* 6. Juli 1536; † 30. Oktober 1565), ⚭ Johann Andreas (* 19. Februar 1541; † 19. Oktober 1585), Herr von Wolffstein-Sulzburg, Sohn von Adam († 1547) Herr von Wolffstein-Sulzburg
    10. I) Heinrich (* 13. September 1537; † 31. Mai 1601), 1560–1566 Graf von Isenburg-Büdingen zu Ronneburg, 1566–1597 Graf von Isenburg-Büdingen zu Ronneburg im Ronneburger Landesteil, 1597–1601 Graf von Isenburg-Büdingen zu Ronneburg, I) ⚭ 1569 Maria (* 5. Juli 1551; † 15. Oktober 1571), Tochter von Eginolf (* 21. September 1527; † 4. September 1586), Graf von Rappoltstein, II) ⚭ 1572 Elisabeth (* 1554; † 19. Juli 1615), Tochter von Georg II. (* 1509; † 24. September 1570), Domherr zu Straßburg, Domherr zu Köln, Graf von Gleichen-Tonna
      1. Ein Kind (* 15. Oktober 1571; † 15. Oktober 1571)

    11. I) Friedrich (* 1538; † 1538)
    12. I) Sybille (* 1. Juni 1540; † 21. Mai 1608 in Farnroda) ⚭ 26. April 1562 Sigmund II. (* 7. Mai 1531 in Farnroda; † 31. Oktober 1570 ebenda), 1567–1570 Burggraf von Kirchberg, Sohn von Siegmund I. (* 1501; † 3. Mai 1567), 1501–1567 Burggraf von Kirchberg
    13. I) Amalie (* 1541; † jung)
    14. I) Katharina (* 1542; † jung)
    15. I) Elisabeth (* 1543; † 1551)
    16. II) Hans Otto (* um 1554; † 15. Oktober 1635), prozessierte gegen seine Birsteiner Vettern, ⚭ 1624 Margareta Dorothea von und zu Storndorf
      1. Anna Sibylle († 1686)
      2. Anna Barbara Johannette († 1708 in Grünberg)
      3. Sophie Eleonore († 1670)

    17. II) Maria (* um 1558; † 1635), ⚭ 1581 Wilhelm Hüne

  3. Elisabeth (* 1507 in Büdingen; † 14. Mai 1572 in Sondershausen), ⚭ Günther XL. (* 31. Oktober 1499 in Sondershausen; † 10. November 1552 in Gehren), Graf von Schwarzburg, Sohn von Heinrich XXXI. (* 1473; † 1526), Graf von Schwarzburg-Blankenburg
  4. Luise, 1508 Nonne zu Marienborn
  5. Katharina, 1508 Nonne zu Marienborn

### Linie Isenburg-Büdingen zu Birstein
1. Johann V. (* 1476; † 18. Mai 1533 in Büdingen), 1511–1518 Graf von Isenburg-Büdingen, 1518–1533 Graf von Isenburg-Büdingen zu Birstein; ⚭ Anna (* 23. Februar 1497; † nach 1554), Tochter von Günther XXXIX. († 8. August 1531), Graf von Schwarzburg-Blankenburg → Vorfahren siehe oben
  1. Reinhard (* 1518; † 28. Februar 1568), 1533–1568 Graf von Isenburg-Büdingen in Offenbach, ⚭ I) 1541 Elisabeth (* 10. Dezember 1525; † 30. März 1543), Tochter von Philipp IV. (* 1493 in Alt-Wildungen; † 30. November 1574 in Waldeck auf Burg Waldeck), 1513–1574 Graf von Waldeck-Wildungen, ⚭ II) 5. Mai 1551 Margarete (* um 1521; † 1573), Tochter von Gebhard VII. (* 1483; † 13. September 1558 auf Schloss Mansfeld), Graf von Mansfeld-Mittelort
    1. I) Margarethe (* 14. Dezember 1542; † 17. Juli 1613), ⚭ I) 6. September 1564 Balthasar (* 1520; † 11. Januar 1568), 1566–1568 Graf von  Nassau-Wiesbaden-Idstein, Sohn von Philipp I. (* 26. April 1492 in Köln; † 6. Juni 1558 in Idstein), Graf von Nassau-Wiesbaden-Idstein, ⚭ II) 24. Mai 1570 Georg I. (* 1533; † 1586), Graf zu Leiningen-Schaumburg, Sohn von Kuno II. (* 1487; † 1547), Graf zu Leiningen-Westerburg

  2. Anton II. (* 1521)
  3. Amalie (* 23. Juni 1522; † 18. Mai 1579 in Offenbach), ⚭ 17. August 1541 Philipp III. (* 20. September 1504 in Schloss Neuweilnau; † 4. Oktober 1559 in Weilburg), 1523–1559 Graf von Nassau-Weilburg, Sohn von Ludwig I. (* um 1473; † 28. Mai 1523), 1492–1523 Graf von Nassau-Weilburg
  4. Philipp II. (* 23. Mai 1526; † 5. April 1596), 1533–1596 Graf von Isenburg-Büdingen zu Birstein, ⚭ 31. Oktober 1559 Irmgard (* 1536; † 1577), Tochter von Philipp (* 23. Februar 1494; † 11. Februar 1581 in Hungen), Graf von Solms-Braunfels
    1. Wolfgang Ernst I. (* 29. Dezember 1560 in Schloss Birstein; † 21. Mai 1633 ebenda), 1596–1633 Graf von Isenburg-Büdingen zu Birstein, Burggraf von Gelnhausen, ⚭ I) 26. September 1585 Anna Katharina († 3. März 1598 in Birstein), Tochter von Johann IV. († 28. März 1567 in Remda), Graf von Gleichen in Remda, ⚭ II) 16. April 1603 Elisabeth (* 24. Januar 1564 in Dillenburg; † 5. Mai 1611), Tochter von Johann VI. (* 22. November 1536 in Dillenburg; † 18. Oktober 1606 ebenda), 1578–1581 Statthalter von Gelderland, ⚭ III) 19. April 1616 in Hachenburg Juliane (* 26. Februar 1583; † 8. Februar 1627), Tochter von Ludwig I. (* 7. Dezember 1532 auf Schloss Wittgenstein; † 2. Juli 1605 bei Altenkirchen), 1558–1605 Graf von Sayn-Wittgenstein, ⚭ IV) 24. Juni 1628 (morganatisch) Sabine von Saalfeld († 1635 in Hanau)
      1. I) Wolfgang Heinrich (* 20. Oktober 1588; † 27. Februar 1635), 1633–1635 Graf von Isenburg-Büdingen in Offenbach und Dreieich, ⚭ Maria Magdalena (* 11. August 1592; † 13. Januar 1654), Tochter von Johann Ludwig I. (* 15. April 1567; † 20. Juni 1596 in Idstein), Graf von Nassau-Wiesbaden-Idstein → Nachfahren siehe unten, Linie Isenburg-Büdingen in Offenbach
      2. I) Anna Amalie (* 3. Oktober 1591 in Birstein; † 16. November 1667 in Bentheim), ⚭ 1608 Arnold Jobst (* 4. April 1580; † 26. August 1643), Graf von Bentheim-Tecklenburg, Sohn von Arnold II. (* 11. Oktober 1554 in Neuenhaus; † 11. Januar 1606 in Tecklenburg), 1562–1606 Graf von Bentheim-Tecklenburg, 1566–1606 Graf von Steinfurt
      3. I) Philipp Ludwig I. (* 8. September 1593; † 22. November 1616 bei Braunschweig), ⚭ Elisabeth (* 13. März 1593; † 13. Januar 1656), Tochter von Adolf Heinrich (* 1557; † 20. Februar 1606), Graf von Salm-Daun
      4. I) Philipp Ernst (* 17. Januar 1595; † 17. August 1635), Graf von Isenburg-Büdingen zu Birstein
      5. I) Wilhelm Otto (* 6. November 1597; † 19. April 1667), Graf von Isenburg-Büdingen in Birstein, ⚭ Katharina Elisabeth (* vor oder am 14. September 1607; † 14. September 1647), Tochter von Albrecht (* 12. November 1579; † 19. Dezember 1635 in Straßburg), Graf von Hanau-Münzenberg-Schwarzenfels
      6. II) Wolfgang Ernst (* 31. März 1605; † 4. März 1606)
      7. III) Ludwig Arnold (* 9. Juli 1616; † 18. September 1662 in Wächtersbach), Graf von Isenburg-Büdingen in Wächtersbach
      8. III) Johann Ernst I. (* 21. Juni 1625 in Birstein; † 8. Oktober 1673 in Büdingen), 1633–1673 Graf von Isenburg-Büdingen in Büdingen, ⚭ 1560 Maria Charlotte (* 24. März 1631; † 8. Juni 1693), Tochter von Georg Albrecht I. (* 16. Dezember 1597 in Erbach; † 25. November 1647 in Michelstadt), Graf zu Erbach → Nachfahren siehe unten, Linie Isenburg-Büdingen in Büdingen

    2. Philipp Wolfgang (* 24. August 1563; † 6. Januar 1564 in Birstein)
    3. Anna (* 12. Juli 1562; † 13. Januar 1637 in Büdingen)
    4. Maria (* 2. Dezember 1564; † 10. Oktober 1634 in Hanau)
    5. Agnes (* 5. September 1566; † 5. Februar 1622 in Büdingen)
    6. Erika (* 13. Januar 1569), ⚭ Wilhelm (* 25. August 1570; † 19. November 1597 in Burgschwalbach), Graf von Nassau-Weilburg, Sohn von Albrecht (* 26. Dezember 1537 in Weilburg; † 11. November 1593 in Ottweiler), 1559–1593 Graf von Nassau-Weilburg
    7. Elisabeth (* 11. August 1570; † 1. April 1644 in Schleiz), ⚭ 1614 Joachim Schlik († 1. Juli 1638), Graf von Passaun und Weißkirchen, Sohn von Nikolaus IV. (* nach 1525; † vor 1582), Graf von Passaun und Weißkirchen
    8. Sibylle Juliane (* 29. Januar 1574 in Birstein; † 2. Mai 1604 in Neuviller-sur-Moselle), ⚭ 15. Juni 1598 Friedrich (* 3. Februar 1547; † 5. November 1608), Graf von Salm-Neuburg, Sohn von Philipp Franz (* 4. August 1518 in Dhaun; † 28. Januar 1561 in Naumburg), Graf von Salm-Dhaun-Neufville, Wild- und Rheingraf
    9. Amalie (* 6. August 1575; † 18. Januar 1652 in Büdingen)
    10. Ehrengard (* 1. Oktober 1577; † 21. September 1637 in Frankfurt am Main), ⚭ Albrecht (* 12. November 1579; † 19. Dezember 1635 in Straßburg), Graf von Hanau-Münzenberg-Schwarzenfels, Sohn von Philipp Ludwig I. (* 21. November 1553; † 4. Februar 1580), 1561–1580 Graf von Hanau-Münzenberg

  5. Ludwig III. (* 30. Mai 1529; † 7. Februar 1588 in Offenbach), Graf von Isenburg-Büdingen in Offenbach, ⚭ 24. Juni 1571 in Arnstadt Anna Sibylla (* 25. Oktober 1540 in Arnstadt; † 3. August 1578 in Offenbach), Tochter von Günther XL. (* 31. Oktober 1499 in Sondershausen; † 10. November 1552 in Gehren), Graf von Schwarzburg
    1. Johann Günther (* 12. Mai 1574 in Offenbach; † 4. Dezember 1574 in Birstein)
    2. Volkmar Wolfgang (* 9. Mai 1584 in Offenbach; † 8. März 1586)
    3. Anna Katharina (* 1576; † 6. September 1634 in Braunfels)
    4. Anna Sibylla (* vor 1588), ⚭ 6. Juni 1606 Wilhelm (* 17. Nov 1571; † 1637), Freiherr von Winneburg-Beilstein, Sohn von Philipp II. (* 13. Dezember 1538; † 8. September 1600), Herr von Winneburg-Beilstein
    5. Magdalena Elisabeth (* 24. Juli 1582 in Offenbach; † 18. Juni 1625 in Bentheim)

  6. Balthasar (* 8. März 1532; † 1533)
  7. Otto (* 19. November 1533; † 21. Juli 1553 getötet bei Hildesheim)

#### Linie Isenburg-Büdingen in Offenbach
1. Wolfgang Heinrich (* 20. Oktober 1588; † 27. Februar 1635), 1633–1635 Graf von Isenburg-Büdingen in Offenbach und Dreieich, ⚭ Maria Magdalena (* 11. August 1592; † 13. Januar 1654), Tochter von Johann Ludwig I. (* 15. April 1567; † 20. Juni 1596 in Idstein), Graf von Nassau-Wiesbaden-Idstein → Vorfahren siehe oben
  1. Johanna Elisabeth (* 5. Juli 1610 in Birstein; † 5. Juli 1610 ebenda)
  2. Anna Maria (* 18. Juni 1611 in Büdingen; † 12. August 1611 ebenda)
  3. Ein Sohn (* 1612; † 1612)
  4. Ernestine (* 9. Februar 1614 in Offenbach; † 5. Dezember 1665 in Detmold), ⚭ 1. Januar 1648 Hermann Adolf (* 31. Januar 1616 in Detmold; † 10. Oktober 1666 ebenda), 1652–1665 Graf zur Lippe-Detmold
  5. Wolfgang Ernst II. (* 13. Oktober 1617 in Meerholz; † 10. März 1641 in Hanau)
  6. Philippine (* 30. September 1618 in Offenbach; † 24. Oktober 1655 in Altenkirchen), ⚭ 25. Februar 1651 Christian (* 1. September 1621; † 29. Oktober 1675 in Wien), Graf zu Sayn-Wittgenstein-Sayn, Herr zu Kirschgartshausen, Sohn von Wilhelm II. (* 14. März 1569; † 8. November 1623 in Neumagen), Graf zu Sayn-Wittgenstein-Hachenburg
  7. Friedrich Ludwig (* 30. September 1619; † 9. Februar 1620 in Büdingen)
  8. Johann Ludwig (* 14. Februar 1622 in Birstein; † 23. Februar 1685 in Offenbach), 1635–1685 Graf von Isenburg-Büdingen in Offenbach, I) ⚭ 7. Oktober 1643 Maria Juliana (* 15. Januar 1617 in Schwarzenfels; † 28. Oktober 1643 in Hanau), Tochter von Albrecht (* 12. November 1579; † 19. Dezember 1635 in Straßburg), Graf von Hanau-Münzenberg-Schwarzenfels, II) ⚭ 10. Februar 1646 Luise (* 22. Mai 1623; † 17. November 1665), Tochter von Ludwig Heinrich (* 9. Mai 1594 in Saarbrücken; † 12. Juli 1662 in Dillenburg), 1623–1652 Graf von Nassau-Dillenburg, 1652–1662 Fürst von Nassau-Dillenburg, III) ⚭ (Unstandesgemäß) 27. Januar 1666 Maria Juliane Bilgen († 1677), genannt „Frau von Eisenberg“
    1. II) Wolfgang Albrecht (* 1643 in Hanau; † 1643 ebenda)
    2. II) Maria Katharina (* 20. April 1647 in Offenbach; † 14. März 1679)
    3. II) Ludwig Heinrich (* 16. Mai 1648 in Offenbach; † 20. Mai 1648 ebenda)
    4. II) Philippine Luise (* 16. Mai 1648 in Offenbach; † 20. Mai 1648)
    5. II) Karl Ludwig (* 9. Juli 1649 in Offenbach; † 5. Februar 1685 ebenda)
    6. II) Sophie Elisabeth (* 10. Juli 1650 in Offenbach; † 3. September 1692 in Thiergarten), ⚭ 12. April 1683 Johann Kasimir (* 10. Juli 1660 in Wächtersbach; † 23. September 1693 in Culemborg), Graf von Ysenburg-Büdingen in Büdingen, Sohn von Johann Ernst I. (* 21. Juni 1625 in Birstein; † 8. Oktober 1673 in Büdingen), 1633–1673 Graf von Isenburg-Büdingen in Büdingen
    7. II) Charlotte Amalie (* 31. August 1651 in Offenbach; † 6. April 1725), ⚭ 24. Juni 1674 Georg Wilhelm (* 1636; † 1684), Graf zu Sayn-Wittgenstein-Berleburg, Sohn von Ludwig Casimir (* 1598; † ermordet 1643), Graf zu Sayn-Wittgenstein-Berleburg
    8. II) Ernestine (* 1654)
    9. II) Johann Philipp (* 3. Dezember 1655 in Offenbach; † 21. September 1718 in Schloss Philippseich), 1685–1718 Graf von Isenburg-Büdingen in Offenbach, I) ⚭ 19. Juli 1678 Charlotte Amalie (* 24. Mai 1653; † 9. August 1707), Tochter von Friedrich Ludwig (* 27. Oktober 1619 in Heidelberg; † 11. April 1681 in Landsberg), 1645–1661 Herzog von Pfalz-Landsberg, 1661–1681 Herzog von Pfalz-Zweibrücken, II) ⚭ 22. Juli 1708 Friederike Wilhelmine Charlotte (* 23. Juni 1684 in Berleburg; † 26. Juni 1731), Tochter von Georg Wilhelm (* 1636; † 1684), Graf zu Sayn-Wittgenstein-Berleburg
      1. Luise Charlotte (* 16. September 1715 in Wächtersbach; † 18. Juli 1793 in Laubach), ⚭ 25. Oktober 1733 Friedrich Ernst (* 24. Oktober 1709 in Birstein; † 5. März 1784 in Laubach), Prinz zu Isenburg und Büdingen, Sohn von Wolfgang Ernst I. (* 5. April 1686 in Birstein; † 15. April 1754 ebenda), 1711–1744 Graf von Isenburg-Büdingen in Birstein, 1744–1754 Fürst zu Isenburg-Büdingen in Birstein

    10. II) Wilhelm Moritz (* 24. Juli 1657 in Offenbach; † 8. März 1711 in Birstein), 1685–1711 Graf zu Isenburg und Büdingen in Birstein, I) ⚭ 3. November 1679 Anna Amalie (* 13. Oktober 1653 in Meerholz; † 25. Februar 1664 in Birstein), Tochter von Johann Ernst (* 21. Juni 1625 in Birstein; † 8. Oktober 1673 in Büdingen), Graf von Isenburg-Büdingen in Wächtersbach, II) ⚭ 1700 Anna Ernestine Sophie von Querheim († 30. September 1708 in Birstein), genannt „Frau von Mortizstein“, III) ⚭ 1709 Wilhelmine Elisabeth (* 13. April 1659 in Heidesheim; † 15. September 1733 in Wenings), Tochter von Georg Wilhelm (* 8. März 1636; † 19. Juli 1672), Graf von Leiningen-Dagsburg
      1. I) Charlotte Luise (* 31. Juli 1680 in Büdingen; † 2. Januar 1739 in Schaumburg), ⚭ 22. November 1714 Viktor I. Amadeus Adolf (* 7. September 1693 auf Schloss Schaumburg; † 15. April 1772 ebenda), Fürst von Anhalt-Bernburg-Schaumburg-Hoym, Sohn von Lebrecht (* 28. Juni 1669 in Bernburg; † 17. Mai 1727 in Ems), Erster Fürst von Anhalt-Bernburg-Schaumburg-Hoym
      2. I) Ludwig Ernst (* 18. Juli 1681 in Birstein; † 14. Februar 1682 in ebenda)
      3. I) Ludwig Christoph (* 18. Juli 1681 in Bilstein; † 18. Juli 1681 ebenda)
      4. I) Wilhelmine Magdalena (* 23. November 1682 in Birstein; † 6. Dezember 1749 in Hohensolms), ⚭ Friedrich Wilhelm (* 13. Februar 1682; † 17. Januar 1744), Graf zu Solms-Hohensolms-Lich, Sohn von Ludwig (* 1646; † 1707), Graf von Solms-Hohensolms-Lich
      5. I) Christiane (* 23. Dezember 1683 in Büdingen; † 19. Juni 1757 in Hohensolms)
      6. I) Ernestine (* 28. Januar 1685 in Birstein; † 10. Februar 1737 in Wenings)
      7. I) Wolfgang Ernst I. (* 5. April 1686 in Birstein; † 15. April 1754 ebenda), 1711–1744 Graf zu Isenburg und Büdingen in Birstein, 23. Mai 1744–1754 Fürst zu Isenburg und Büdingen, I) ⚭ 27. November 1707 Friederike Elisabeth (* 16. Januar 1681 auf Schloss Emichsburg; † 11. Januar 1717 Birstein), Tochter von Emich XIV. (* 6. Februar 1649; † 12. Dezember 1684), Graf von Leiningen-Dagsburg, II) ⚭ 27. Januar 1719 Elisabeth Charlotte (* 7. November 1695 in Marienborn; † 23. September 1723 Birstein), Tochter von Karl August (* 27. Januar 1667 in Büdingen; † 16. März 1725 in Marienborn), Graf zu Ysenburg und Büdingen in Marienborn, III) ⚭ 22. Mai 1725 Charlotte Amalie (* 1. September 1692 in Meerholz; † 10. Januar 1752 in Birstein), Tochter von Georg Albrecht (* 1. Mai 1664 in Büdingen; † 11. Februar 1724 in Meerholz), Graf zu Isenburg und Büdingen in Meerholz → Nachfahren siehe unten, Isenburg und Büdingen in Birstein
      8. I) Friederike Emilie (* 12. Mai 1687 in Birstein; † 28. August 1749)
      9. I) Wilhelm Moritz II. (* 23. August 1688 in Birstein; † 7. März 1772 in Philippseich), Graf zu Ysenburg und Büdingen in Philippseich, I) ⚭ 3. Januar 1712 Amalie Luise (* 9. Januar 1690 in Samrodt; † 4. Dezember 1723 in Birstein), Tochter von Christoph Friedrich (* 19. Oktober 1652 in Reichertswalde; † 10. November 1734 ebenda), Burggraf von Dohna-Lauck, Erbfähnrich von Preußen, II) ⚭ 2. April 1725 Philippine Luise (* 20. Oktober 1705 in Gedern; † 1. Oktober 1744 in Philippseich), Tochter von Ludwig Christian (* 8. September 1652 in Ilsenburg; † 27. August 1710 in Gedern), Graf zu Stolberg-Gedern, Herr von Gedern→ Nachfahren siehe unten, Isenburg und Büdingen in Philippseich
      10. I) Eleonore (* 25. Juni 1689 in Birstein; † 25. Juni 1689 ebenda)
      11. I) Adolf (* 25. Juni 1689 in Birstein; † 25. Juni 1689 ebenda)
      12. I) Albertine (* 20. August 1690 in Birstein; † 27. Juli 1691 ebenda)
      13. I) Karoline Henriette (* 20. August 1690 in Birstein; † 13. Mai 1691 ebenda)
      14. I) Anna Sophie (* 10. September 1691 in Birstein; † 20. September 1765), ⚭ 9. November 1712 Philipp Wilhelm (* 5. September 1688; † 6. Mai 1719), Graf von Sayn-Wittgenstein-Sayn, Sohn von Karl Ludwig (* um 1655; † 21. Oktober 1699), Graf von Sayn-Wittgenstein-Sayn
      15. I) Philippine (* 21. Dezember 1692 in Birstein; † 29. November 1693 ebenda)
      16. I) Johann Philipp (* 19. Dezember 1696 in Birstein; † 18. Mai 1700 ebenda)

    11. II) Wilhelmine Juliane (* 17. September 1658 in Offenbach; † 26. April 1675 auf Burg Schaumburg)
    12. II) Christiane (* 27. Dezember 1660 in Offenbach; † 2. August 1710 in Neudorf), ⚭ Friedrich Moritz Feigel von Heyderstädt († nach 1716)
    13. II) Georg Ludwig, ⚭ Anna Katharina von Trübenbach (* 1675 in Wehra; † 1756 Dreieichenhain)
      1. Christian Heinrich († 1758)

    14. II) Moritz
    15. II) Friedrich
    16. II) Philippine Elisabeth, ⚭ Friedrich Karl Terzy von Cronenthal († 1717)
    17. II) Luise, ⚭ 1692 Konrad Bröske († 1713)
    18. II) Eleonore Amalie († 1747), ⚭ 1715 Heinrich Wilhelm von Horn († 1723)

  9. Christian Moritz (* 20. April 1626 in Wächtersbach; † 25. Februar 1664 in Offenbach), ⚭ 26. Februar 1662 Magdalena (* 23. Januar 1628; † 25. März 1663), Tochter von Ludwig Heinrich (* 9. Mai 1594 in Saarbrücken; † 12. Juli 1662 in Dillenburg), 1623–1652 Graf von Nassau-Dillenburg, 1652–1662 Fürst von Nassau-Dillenburg
  10. Wolfgang Heinrich (* 12. Oktober 1628 in Offenbach; † 17.10.1672 in Frankfurt am Main)
  11. Friedrich Adolf (* 12. Juni 1631 in Frankfurt am Main; † 8. November 1631 in Frankfurt am Main)
  12. Marie Eleonore (* 12. Juni 1631 in Frankfurt am Main; † 8. November 1631 in Frankfurt am Main)
  13. Karl Ludwig (* 25. Juli 1632 in Offenbach; † 12. März 1688 in Birstein)

##### Linie Isenburg und Büdingen in Birstein
1. Wolfgang Ernst I. (* 5. April 1686 in Birstein; † 15. April 1754 ebenda), 1711–1744 Graf zu Isenburg und Büdingen in Birstein, 23. Mai 1744–1754 Fürst zu Isenburg und Büdingen, I) ⚭ 27. November 1707 Friederike Elisabeth (* 16. Januar 1681 auf Schloss Emichsburg; † 11. Januar 1717 Birstein), Tochter von Emich XIV. (* 6. Februar 1649; † 12. Dezember 1684), Graf von Leiningen-Dagsburg, II) ⚭ 27. Januar 1719 Elisabeth Charlotte (* 7. November 1695 in Marienborn; † 23. September 1723 Birstein), Tochter von Karl August (* 27. Januar 1667 in Büdingen; † 16. März 1725 in Marienborn), Graf zu Ysenburg und Büdingen in Marienborn, III) ⚭ 22. Mai 1725 Charlotte Amalie (* 1. September 1692 in Meerholz; † 10. Januar 1752 in Birstein), Tochter von Georg Albrecht (* 1. Mai 1664 in Büdingen; † 11. Februar 1724 in Meerholz), Graf zu Isenburg und Büdingen in Meerholz → Vorfahren siehe oben
  1. I) Wilhelm Emich Christoph (* 5. Oktober 1708 in Birstein; † 31. Januar 1741 in Wenings), Erbprinz zu Isenburg und Büdingen, ⚭ 3. Mai 1733 Amalie Belgika (* 29. Februar 1716 in Marienborn; † 2. Januar 1799 in Offenbach), Tochter von Ernst Karl (* 11. April 1691 in Laubach; † 22. Mai 1717 in Marienborn), Graf zu Ysenburg und Büdingen in Marienborn
    1. Wolfgang Ernst II. (* 17. November 1735 auf Schloss Birstein; † 3. Februar 1803 in Offenbach), 1754–1803 Fürst zu Isenburg und Büdingen in Birstein, I) ⚭ 20. September 1760 Sophie Charlotte Ernestine (* 3. April 1743; † 5. Oktober 1781), Tochter aus zweiter Ehe von Viktor I. Amadeus Adolf (* 7. September 1693 auf Schloss Schaumburg; † 15. April 1772 ebenda), Fürst von Anhalt-Bernburg-Schaumburg-Hoym, II) ⚭ 20. August 1783 Ernestine Esperance Victoria (* 20. Januar 1756; † 2. Dezember 1819), Tochter von Heinrich XI. (* 18. März 1722 in Obergreiz; † 28. Juni 1800 in Greiz), 1778–1800 Fürst Reuß zu Greiz
      1. Ernestine Sophie Amalie (* 25. September 1761 in Birstein; † 22. April 1763 ebenda)
      2. Wolfgang Ernst (* 21. September 1762 in Birstein; † 5. Dezember 1762 ebenda)
      3. Sophie Friederike Luise Auguste (* 27. Januar 1765 in Birstein; † 26. April 1767 ebenda)
      4. Carl I. Friedrich Ludwig Moritz (* 29. Juni 1766 in Birstein; † 21. März 1820 ebenda), Fürst zu Isenburg und Büdingen, 1806–1815 souverainer Fürst zu Isenburg, I) ⚭ 16. September 1795 Charlotte Auguste (* 5. Juni 1777 in Erbach; † 21. Mai 1846 in Heidelberg), Tochter von Franz I. (* 29. Oktober 1754 in Erbach; † 8. März 1823 ebenda), 1757–1806 Graf der Teilgrafschaft Erbach-Erbach, Kunstsammler, Antikensammler und Pionier der provinzialrömischen Archäologie in Deutschland
        1. Viktoria Charlotte Franziska Luise (* 10. Juni 1796 in Offenbach; † 2. Juli 1837 in Birstein)
        2. Amalie Auguste (* 20. Juli 1797 in Offenbach; † 30. November 1808 in Offenbach)
        3. Wolfgang Ernst III. (* 25. Juli 1798 in Offenbach; † 29. Oktober 1866 in Birstein), 1820–1866 Fürst zu Isenburg und Büdingen in Birstein, ⚭ 30. Januar 1827 Adelheid (* 23. März 1795 in Fürstenau; † 5. Dezember 1858 in Birstein), Tochter von Christian Karl August Albrecht (* 18. September 1757 in Fürstenau; † 10. Mai 1803 ebenda), 1778–1803 Graf zu Erbach-Fürstenau, Herr zu Rothenberg, Herr zu Breuberg, preußischer Generalmajor
        4. Franz Wilhelm (* 1. November 1799 in Hanau; † 21. Mai 1810 in Offenbach)
        5. Friedrich Karl (* 22. Januar 1801 in Offenbach; † 19. Februar 1804 in Offenbach)
        6. Viktor Alexander (* 14. September 1802 in Birstein; † 15. Februar 1843 in Heidelberg), Erbprinz zu Isenburg und Büdingen in Birstein, ⚭ 4. Oktober 1836 Maria Kreszentia Octavie (* 3. August 1813 in Kleinheubach; † 19. März 1878 ebenda), Tochter von Karl Thomas Albrecht Ludwig Konstantin (* 18. Juli 1783 in Bartenstein; † 3. November 1849 in Heidelberg), österreichischer Offizier, seit 1815 deutscher Standesherr zu Löwenstein-Wertheim-Rosenberg
          1. Sophie Charlotte Adelheid Viktoria Agnes (* 30. Juli 1837 in Birstein; † 5. Juni 1887 ebenda)
          2. Karl II. Viktor Amadeus Wolfgang Kasimir Adolf Bodo (* 29. Juli 1838 in Birstein; † 4. April 1889 in Schlackenwerth), 1866–1899 Fürst zu Isenburg und Büdingen in Birstein, Standesherr, Mitglied des Preußischen Herrenhauses, Mitglied Ersten Parlamentskammer der Landstände des Großherzogtums Hessen, ⚭ 31. Mai 1865 Maria Luisa Annunziata Anna Giovanna Giuseppa Antonietta Filomena Apollonia Tommasa (* 31. Oktober 1845 in Florenz; † 27. August 1917 in Hanau), Tochter von Leopold II. (* 3. Oktober 1797 in Florenz; † 29. Januar 1870 in Rom), 1824–1859 Großherzog der Toskana, Erzherzog von Österreich
            1. Leopold Wolfgang Ernst Maria Ferdinand Karl Michael Anton Victor Ludwig Joseph Johann Baptist Franz (* 10. März 1866 in Offenbach; † 30. Januar 1933 in München), Erbprinz zu Isenburg und Büdingen in Birstein, verzichtete 1898 auf sein Erstgeburtsrecht, Mitglied der Landstände des Großherzogtums Hessen, ⚭ 22. April 1902 Olga (* 8. September 1869 in Stuttgart; † 12. Januar 1924 in Berchtesgaden), Tochter von Herrmann Bernhard Georg (* 4. August 1825 im Schloss Altenstein; † 31. August 1901 in Berchtesgaden), Prinz von Sachsen-Weimar-Eisenach, Herzog zu Sachsen, württembergischer General der Kavallerie
              1. Wilhelm Karl Hermann (* 16. Januar 1903 in Darmstadt; † 23. November 1956 in Mülheim an der Ruhr), Genealoge, nationalsozialistischer Sippenforscher, Hochschullehrer, Autor der Stammtafeln zur Geschichte der europäischen Staaten, ⚭ 30. April 1930 Helene Elisabeth (* 6. April 1900 in Darmstadt; † 24. Januar 1974 in Heiligenhaus), erste Präsidentin des Vereins Stille Hilfe für Kriegsgefangene und Internierte, Tochter von Alfred, Graf von Korff, genannt Schmising-Kerssenbrock, Forstmeister von Hatzfeld (Eder)

            2. Marie Antoienette Charlotte Anna Sophie Adelheid Isabella Eulalia Leopoldine Auguste Beatrix Aloisia Michaele Angela Scholastika (* 10. Februar 1867 in Offenbach; † 13. August 1943 in Birstein)
            3. Marie Michaele Johanna Antonia Leopoldine Karoline Adelheid Eulalia Sophie Aloysia Anna Elisabeth (* 24. Juni 1868 in Birstein; † 19. März 1919 in Berlin)
            4. Franz-Joseph Maria Leopold Anton Carl Aloys Victor Wolfgang Bonifacius (* 1. Juni 1869 in Birstein; † 15. September 1939 in Frankfurt am Main), 1899–1913 Fürst zu Isenburg und Büdingen zu Birstein, 1913–1918 Fürst von Isenburg, Standesherr, Offizier, preußischer und österreichischer Oberstleutnant, 1915–1918 Chef der deutschen Militärverwaltung in Litauen, 1918–1939 Chef des Hauses Isenburg und Fürst von Isenburg, ⚭ 19. Mai 1896 Friederike (* 29. März 1873 in Bonn; † 21. April 1927 in Hanau), Tochter von Hermann Ernst Ludwig Bernhard Wilhelm (* 8. Oktober 1845 in Düsseldorf; † 30. August 1900 in Schloss Braunfels), 1891–1900 Prinz zu Solms-Braunfels, Mitglied des Deutschen Reichstags
              1. Marie Louise Antoinette Elisabeth Eulalie Josepha Wilhelmine (* 9. August 1897 in Birstein; † 14. August 1918 in ebenda), ⚭ 14. August 1918 Wilhelm Hans Karl Georg Matthias Eduard Anton Vincenz (* 22. Januar 1896 in Oberglogau; † 5. Dezember 1989 in Gelnhausen), Chef des Hauses Oppersdorff, Sohn von Hans Georg Anna Eduard Karl Anton (* 8. Oktober 1866 in Oberglogau; † 21. März 1948 in Lourdes), Graf von Oppersdorf, deutscher Fideikommissherr, Verbandsvertreter, katholischer Politiker
              2. Wolfgang Ernst Maria Ludwig Aloys Anton Karl Hermann Alexander Thaddeus Expeditus Hubertus Fidelis (* 21. April 1898 in Birstein; † 4. April 1899 ebenda)
              3. Marie Alexandra Johanna Sophie Elisabeth Thomasa Gabriele (* 21. Dezember 1899 in Birstein; † 22. Dezember 1945 in Barcola), ⚭ 14. Juni 1923 Eduard Vincenz Heinrich (* 15. Juli 1891 in Konjice; † 15. Februar 1976 in Eybach), Prinz zu Windisch-Graetz, Sohn von Hugo Weriand (* 17. November 1854 in Florenz; † 15. Mai 1920 auf Burg Haasberg), 3. Fürst zu Windisch-Graetz
              4. Joseph Franz Ferdinand Maria Karl Hermann Alexius Vincenz (* 17. Juli 1901 in Birstein; † 9. Dezember 1956 ebenda), 1939–1956 Chef des Hauses Isenburg, Fürst von Isenburg, ⚭ 27. Juli 1939 Irina Alexandrowna Tolstoy (* 26. Januar 1917 in Tsarskoje Selo (heute Puschkin); † 20. Juni 1998 in Gelnhausen), Gräfin Tolstoi, Tochter von Alexander Michailowitsch (* 17. Januar 1888; † 19. Februar 1918), Graf von Tolstoi
                1. Irene Frederike Cecilie Theresia Antoinette Helene Alexandra Sophie Anna Marie Luise (* 30. September 1940 in Birstein), I) ⚭ standesamtliche Trauung am 20. August 1961; kirchliche Traaung am 28. August 1961, 1970 geschieden Wilhelm Josef Oskar Friedrich Leopold Maria (* 2. Juni 1927; † 3. April 2011), Chef des Hauses Stolberg-Stolberg, II) ⚭ 1. September 1980 Jan ter Meer (* 19. März 1946)
                2. Maria Annunciata Franziska Felicitas Caroline Sophie Gabriele Imagina (* 14. September 1941 in Birstein)
                3. Franz Alexander Karl Friedrich Christian Hubert Georg Gabriel Maria (* 22. Juli 1943 in Birstein; † 5. Mai 2018 ebenda), 1956–2018 Chef des Hauses Isenburg und Fürst von Isenburg, ⚭ standesamtliche Trauung am 3. Januar 1968; kirchliche Traaung am 15. Januar 1968 Elisabeth Christine Gabriele Brigitta Johanna Maria (* 2. Oktober 1941 in München), Tochter von Achatius (* 19. Juli 1912 in Chobienia; † 22. August 1991 in München), Graf von Saurma
                  1. Alexander Wolfgang Georg Paul Maria (* 16. Juni 1969 in Frankfurt), seit 2018 Chef des Hauses Isenburg und 9. Fürst von Isenburg, Schlossherr und Unternehmer, ⚭ standesamtliche Trauung am 14. Juni 2014; kirchliche Traaung am 12. Juli 2014 Sarah Maria Luisa Valentina Lorenz (* 12. Februar 1981 in München), deutsche Fachärztin für Plastische und Ästhetische Chirurgie, Tochter von Holger Lorenz
                    1. Alix Imagina Blanca Irmingard Maria (* 24. November 2015 in München)
                    2. Zita Maria Immaculata Elisabeth Irina (* 5. Januar 2017 in München)
                    3. Franz Salvator Ferdinand Bonifatius Wilhelm Maria (* 8. August 2019 in München), Erbprinz zu Isenburg

                  2. Katharina Elisabeth Helene Maria (* 21. Oktober 1971 in Frankfurt), ⚭ standesamtliche Trauung am 24. April 2003; kirchliche Traaung am 7. Mai 2003 Martin Karl Amadeo Maria (* 19. Dezember 1959), Erzherzog von Österreich-Este, Sohn von Robert Karl Ludwig Maximilian Michael Maria Anton Franz Ferdinand Joseph Otto Hubert Georg (* 8. Februar 1915 auf Schloss Schönbrunn in Wien; † 7. Februar 1996 in Basel), Bankier, legitimistischer Funktionär und Publizist, Chef des Hauses Österreich-Este
                  3. Isabelle Sophie Gabriele (* 26. April 1973 in Frankfurt), studierte Politologin und Volkswirtin, ist führend bei den familieneigenen fürstlichen Betrieben, Beteiligungen oder Aktien zu Wied tätig, ⚭ 25. April 1998 Friedrich August Maximilian Wilhelm Carl (* 27. Oktober 1961 in Neuwied; † 12. März 2015 ebenda), 2000–2015 8. Fürst zu Wied, Sohn von Friedrich Wilhelm Heinrich Konstantin (* 2. Juni 1931 in Stuttgart; † 28. August 2000 in Salmon Arm, Kanada) 1945–2000 7. Fürst zu Wied
                  4. Sophie Johanna Maria (* 7. März 1978 in Frankfurt), ⚭ 27. August 2011 Georg Friedrich Ferdinand (* 10. Juni 1976 in Bremen), seit 1994 Oberhaupt der brandenburg-preußischen Linie des Hauses Hohenzollern, deutscher Geschäftsmann, Sohn von Louis Ferdinand Oskar Christian (* 25. August 1944 in Golzow, Kreis Soldin; † 11. Juli 1977 in Bremen), Prinz von Preußen
                  5. Viktor Carl Johannes (* 11. April 1979 in Frankfurt), ⚭ standesamtliche Trauung am 26. September 2013; kirchliche Traaung am 5. Oktober 2013 Jungeun Agnès von Seongju (* 21. Januar 1980 in Daegu, Südkorea)
                    1. Amalia (* Mai 2016)
                    2. Victoria (* Mai 2018)

                4. Elisabeth Christiane Helene Huberta Margarethe Madeleine Maria Fatima (* 5. April 1945 in Birstein), ⚭ 15. Juni 1974 Franz Josef (* 11. Juni 1941 in Grabs), Sohn von Hanno (* 7. Januar 1903 in Cujavie, Pommern; † 13. Februar 1994 in Schaan), Mitglied des Adelsgeschlechts Halem

              5. Marie Sophie Eulalie Aloysia Paula Gabriele (* 7. Januar 1903 in Birstein; † 4. Juli 1971 in Gelnhausen)
              6. Marie Anna Agnes Michaela (* 7. März 1904 in Birstein; † 5. November 1970 in Klagenfurt), ⚭ 17. April 1929 Georg Adam Wilhelm Gottfried Maria (* 10. April 1904 in Eferding; † 12. Februar 1978 in Mossburg), Sohn von Ernst Rüdiger Camillo Maria (* 30. November 1861 auf Schloss Bergheim, Feldkirchen an der Donau; † 16. November 1927 in Linz), 6. Fürst von Starhemberg, österreichischer Großgrundbesitzer und Politiker
              7. Maria Joseph Ferdinand Karl (* 20. Februar 1906 in Birstein; † 5. Mai 1968 in Regensburg)

            5. Karl Joseph Maria Anton Leopold Viktor Franz Michael Pius Aloisius Simon (* 18. Februar 1871 in Offenbach; † 6. Januar 1951 in Rapallo), ⚭ 24. August 1895 Bertha Lewis (* 16. März 1872 in New Orleans; † 22. April 1939 in Santa Margherita)
            6. Viktor Salvator Karl Maria Leopold Anton Aloisius Joseph Johannes Kasimir (* 29. Februar 1872 in Offenbach; † 4. Februar 1946 in Berlin), ⚭ 11. April 1908 Leontine Rohrer (* 27. Januar 1886 in Schlackenwerth; † 7. November 1950 in Berlin-Charlottenburg), genannt Freifrau von Rombach
            7. Alfons Maria Leopold Anton Karl Alois Joseph Franz Pius Johannes Michael Heinrich (* 6. Februar 1875 in Offenbach; † 22. April 1951 in Langenselbold), ⚭ 1. Dezember 1900 Pauline (* 8. November 1876 in Paris; † 11. Dezember 1955 in Langenselbold), Tochter von Friedrich Georg Maria (* 8. Juni 1843 in Brüssel; † 26. Februar 1916 in Petschau), 4. Duc de Beaufort-Spontin
              1. Margarete Maria Alfonsa Luise Melanie Antoinette Paula Friederike (* 16. Oktober 1901 in Langenselbold; † 28. Februar 1999 ebenda)
              2. Marie Imagina Aloysia Friederike Tusnelda Wunibalde Lucia Bertha (* 13. Dezember 1902 in Langenselbold; † 6. Februar 1997 ebenda)
              3. Elisabeth Franziska Marie Melanie Norberta (* 6. Juni 1904 in Langenselbold; † 31. Januar 1982 in München), ⚭ 19. Mai 1934 Johannes Ludwig Marie Eggen van Terlan (* 23. Juni 1883 in Gent; † 28. Dezember 1952 in Bonn)
              4. Maria Ernst Hubertus Alfons Karl Friedrich Stephan Thomas (* 26. Dezember 1906 in Langenselbold; † 17. Dezember 1991 ebenda), ⚭ 8. Februar 1937 Fiona Davidson (* Pretoria 17. Februar 1917; † 8. Juli 2008), Tochter von William Davidson
                1. Maria Pauline Elisabeth Margarethe Stephanie Fiona Antoinette (* 23. November 1937 in Moshi), ⚭ Francis Cain (* 27. Mai 1934; † 28. Januar 1982 in Nairobi)
                2. Maria Carl Alfons Wilhelm Ernst Heinrich Johannes David Nikolaus (* 6. Dezember 1939 in Moshi), ⚭ 5. Juni 1965 Valerie O'Dea (* 12. November 1943 in Princeton)
                  1. Maria Stephanie Elizabeth (* 4. Januar 1969 in Englewood)
                  2. Charles Matthew (* 9. März 1971 in Vlaardingen), ⚭ 24. Mai 2003 Erika Skinner (* 1. Dezember 1970 in Winston-Salem)
                  3. Megan Anne (* 20. Februar 1976 in Westfield), ⚭ 8. Oktober 2005 Jay Murrie

                3. Maria Franz Wilhelm Eugen Wolfgang Ernst Walter Ludwig (* 6. April 1941 in Aloshi), genannt William, I) ⚭ 29. September 1967 Gillian Bowers (* 11. Februar 1943 in Kisumu; † 16. März 1985 in Cambridge), II) ⚭ 15. April 1989 Judith Anne Saunders (* 20. November 1946 in London)
                  1. Marie Louise (* 16. Januar 1970 in Nairobi), ⚭ 5. September 1998 Stephan Drew (* 17. Januar 1966 in Ickenham, London)
                  2. Catherine Gillian (* 22. März 1976 in Nairobi)

                4. Maria Victor Alexander Alfons Richard Heinrich Robert Casimir Michael Johannes (* 2. Juni 1944 in Karatu), genannt John, ⚭ 15. August 1975 Sigrid Maas (* 23. Oktober 1944 in Sagan), Tochter von Walter Maas
                  1. Maria John Philipp Ernst William Friedrich Alfons Heinrich Georg (* 3. März 1977 in Hanau), Prinz von Isenburg, Dozent für Gesundheitsfachberufe
                  2. Maria Richard Ludwig Friedrich Wilhelm Paul Frank Albert Johann (* 5. Mai 1979 in Hanau)
                  3. Marie Christine Katharina Margarete Pauline (* 1. August 1981 in Hanau)

                5. Maria Richard Leonhard Benedikt Anton Jakob Quentin Friedrich Ernst (* 3. Februar 1946 in Oldeani), ⚭ 4. Juli 1970 Joyce Watkins (* 25. April 1949 in Nairobi)
                  1. Kevin Antony Barry (* 31. Oktober 1972 in Nairobi), ⚭ 9. September 2000 Georgia Bustin (* 7. Januar 1969 in Rochford, Essex)
                    1. William (* 4. Mai 2005)

                  2. Carl James Quentin (* 26. August 1975 in Nairobi)

            8. Marie Elisabeth Franziska Antonia Leopoldina Karolina Aloisia Anna Sophia Kamilla Praxedes (* 18. Juli 1877 in Birstein; † 28. September 1943 in Hadamar), ⚭ 27. Juni 1919 Georg Beyer (* 29. Februar 1880 in Kastel; † 13. Mai 1941 in Hadamar), das Ehepaar wurde während dem national-sozialistischem Regime in der Tötungsanstalt Hadamar umgebracht
            9. Adelheid Maria Sophie Karola Aloysia Leopoldine Antonia Anna Franziska Eulalia Elisabeth Therese Josepha Thomasa (* 31. Oktober 1878 in Birstein; † 4. März 1936 in Dourgne)

          3. Adelheid Leopoldine Eulalia Sophie Maria (* 10. Februar 1841 in Offenbach; † 2. März 1861 in Kleinheubach), ⚭ 18. Oktober 1859 Karl Heinrich Ernst Franz (* 21. Mai 1834 in Haid; † 8. November 1921 in Köln), 1849–1908 Fürst zu Löwenstein-Wertheim-Rosenberg, Reichstagsabgeordneter, Präsident des „Kommissariats der Deutschen Katholikentage“, Dominikaner

      5. Viktor Wilhelm Karl Friedrich (* 11. März 1769 in Birstein; † 21. März 1770 ebenda)
      6. Eleonore Friederike (* 30. Januar 1771 in Birstein; † 24. Juni 1772 ebenda)
      7. Wolfgang Ernst (* 7. August 1774 in Birstein; † 7. März 1837 in Offenbach)
      8. Viktor Amadeus (* 10. September 1776 in Birstein; † 25. September 1840 in Offenbach)

    2. Karl Friedrich (* 8. Februar 1738 in Wenings; † 28. Oktober 1739 ebenda)
    3. Christian Moritz (* 16. Juli 1739; † 28. Oktober 1739 in Nenndorf), ⚭ 1782 Luise Christiane Winkel (* 1753 auf Schloss Oranienstein; † 1801 in Herborn), genannt Gräfin von Winkel

  2. I) Friedrich Ernst (* 24. Oktober 1709 in Birstein; † 5. März 1784 in Laubach), Prinz zu Isenburg und Büdingen, ⚭ 25. Oktober 1733 Luise Charlotte (* 16. September 1715 in Wächtersbach; † 18. Juli 1793 in Laubach), Tochter von Johann Philipp (* 3. Dezember 1655 in Offenbach; † 21. September 1718 in Schloss Philippseich), 1685–1718 Graf von Isenburg-Büdingen in Offenbach
    1. Elisabeth Charlotte Ferdinande Luise (* 24. Januar 1753 in Büdingen; † 16. Dezember 1829 in Utphe), ⚭ 2. November 1767 Georg August Wilhelm (* 9. August 1743 in Laubach; † 1. August 1772 ebenda), Graf zu Solms-Laubach, Sohn von Christian August (1. August 1714 in Wetzlar; † 20. Februar 1784 in Laubach), 1738–1784 Graf zu Solms-Laubach

  3. I) Christian Ludwig (* 8. Oktober 1710 in Birstein; † 19. Juni 1757 ebenda)
  4. I) Carl Philipp (* 16. September 1711 in Birstein; † 21. April 1723 ebenda)
  5. I) Adolf August (* 5. Januar 1713 in Birstein; † getötet am 12. Juli 1744 in Weißenburg, Elsass)
  6. I) Elisabeth Amalie Friederike (* 20. November 1714 in Birstein; † 22. November 1748 in Laubach), ⚭ 27. Dezember 1738 Christian August (1. August 1714 in Wetzlar; † 20. Februar 1784 in Laubach), 1738–1784 Graf zu Solms-Laubach, Sohn von Friedrich Ernst (* 26. März 1671 in Wildenfels; † 26. Februar 1723 in Laubach), 1696–1738 Graf zu Solms-Laubach, Reichshofrat und Reichskammergerichts-Präsident
  7. I) Johann Kaismir (* 9. Dezember 1715 in Birstein; † getötet am 13. April 1759 in Bergen bei Hanau)
  8. II) Karoline Florentine (* 26. August 1722 in Birstein; † 22. Mai 1738 ebenda)
  9. II) Dorothea Wilhelmine Albertine (* 23. September 1723 in Birstein; † 15. August 1777 in Büdingen), ⚭ 15. August 1752 Ernst Dietrich (* 30. Oktober 1717 in Büdingen; † 26. Dezember 1758 ebenda), Sohn von Ernst Casimir I. (* 12. Mai 1687 in Büdingen; † 15. Oktober 1749 ebenda), Graf Ysenburg-Büdingen in Büdingen
  10. III) Charlotte Ferdinande Adolfine (* 23. August 1726 in Birstein; † 13. Oktober 1784 in Büdingen)
  11. III) Wilhelmine Friederike Luise (* 11. August 1728 in Selbold; † 9. Januar 1785 in Büdingen)
  12. III) Eine Tochter (* 1729; † 1729)
  13. III) Friedrich Wilhelm (* 30. Dezember 1730 in Birstein; † 22. Oktober 1804 in Mannheim), kurbayrischer Generalleutnant, 25. Oktober 1776 Karoline Franziska Dorothea (* 1762; † 7. September 1816 in Bad Windsheim), wurde 1762 legitimiert, Gräfin von Parkstein, Sternkreuz-Ordensdame, außerehelich geborene Tochter von Karl Philipp Theodor (* 10. Dezember 1724 auf Schloss Drogenbos bei Brüssel; † 16. Februar 1799 in der Münchner Residenz), 1742–1777 Pfalzgraf und Kurfürst von der Pfalz, 1733–1799 Herzog von Pfalz-Sulzbach, 1742–1799 Herzog von Pfalz-Neuburg, 1742–1799 Herzog von Berg, 1742–1794 Herzog von Jülich
    1. Karl August Friedrich (* 20. August 1777 in Schwetzingen; † 25. September 1777 ebenda)
    2. Karl Theodor Lorenz Franz (* 11. August 1778 in Schwetzingen; † 18. Juli 1823 ebenda) ⚭ 29. Juni 1808 Freiin Maria Magdalena (* 22. Juli 1789; † 13. August 1859), Tochter des bayrischen Generalleutnants Nikolaus Casimir von Herding
    3. Maria Elisabeth Auguste (* 8. September 1779 in Schwetzingen; † 2. April 1803 in Kupferzell) ⚭ 11. Juli 1797 Karl Albrecht III. Philipp Joseph (* 29. Februar 1776 in Wien; †  15. Juni 1843 in Bad Mergentheim), 1796–1843 Fürst zu Hohenlohe-Waldenburg-Schillingsfürst, Sohn von Karl Albrecht II. Philipp Ludwig Franz (* 21. Februar 1742 in Schillingsfürst; † 14. Juni 1796 ebenda), 1793–1796 Fürst zu Hohenlohe-Waldenburg-Schillingsfürst, Generalmajor
    4. Ernst Ludwig Casimir (* 25. Januar 1786 in München; † 21. Januar 1827 in Altdorf) ⚭ Maria Josephine Woraleck (* 1781; 1830 in Altorf)
      1. Karl (* 1818 in Altorf; † 1819 ebenda)

    5. Karl Wilhelm (* 20. Januar 1789; † 2. Februar 1789)
    6. Maximilian Wilhelm (* 29. Januar 1792; † 31. März 1798)

  14. III) Christiane Albertine Henriette (* 18. August 1732 in Birstein; † 2. März 1736 ebenda)
  15. III) Christiane Ferdinande Luise (* 18. August 1732 in Birstein; † 1763 ebenda)